# Storia dello scartamento ridotto in Italia
La storia dello scartamento ridotto in Italia ha inizio con la Legge Baccarini del 1879, che autorizzò la progettazione e la costruzione di molte ferrovie "di 2ª, 3ª e 4ª categoria", raccomandando per molte di esse l'uso del più economico scartamento ridotto. Anche in Italia quindi, come in altre parti d'Europa e del mondo, vennero costruite linee e reti ferroviarie a scartamento ridotto; lo scartamento adottato, che caratterizzò la maggior parte delle reti costruite, venne definito metrico, benché impropriamente (è pari in realtà a 950 mm).
Molte delle ferrovie a scartamento ridotto furono originariamente costruite ed esercitate in concessione; per approfondire questo aspetto, si rimanda all'articolo dedicato alle ferrovie concesse in Italia.

## Storia

### Le prime linee ferroviarie

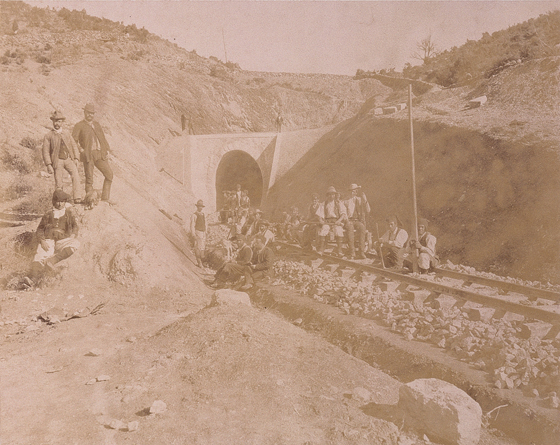
Lavori di costruzione della galleria di Meana Sardo sulla linea ferroviaria Isili-Sorgono, in Sardegna, intorno al 1888

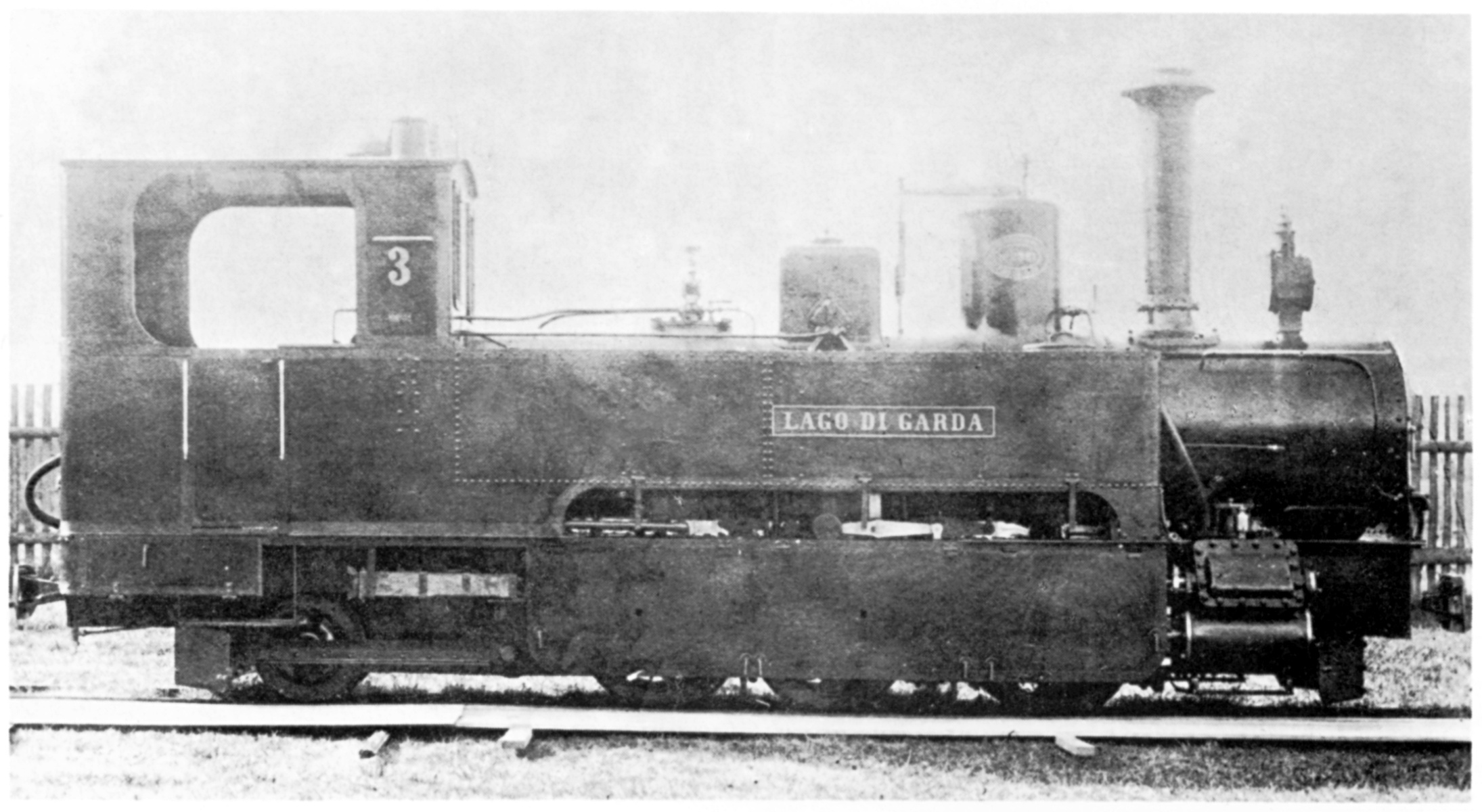
Una locomotiva a scartamento ridotto del 1890

Anche se piccole ferrovie a scartamento ridotto erano state costruite già negli anni 1870, esse erano per lo più ferrovie industriali come la Monteponi-Portovesme aperta nel 1876. Le prime realizzazioni ferroviarie a scartamento ridotto e ad uso pubblico in Italia risalgono agli anni 1880 e sono quasi tutte opera di iniziative private; il loro sviluppo infatti è quasi del tutto posteriore alla Legge Baccarini, detta anche la Legge omnibus, che si prefiggeva di sviluppare tutto il sistema di trasporto nazionale ferroviario e stradale attivando un metodo di finanziamento con parziale partecipazione contributiva privata e che, per ridurre i costi di costruzione, aveva previsto la possibilità per le ferrovie a carattere secondario o locale di essere costruite con criteri di risparmio i quali, partendo dall'uso dello scartamento 1000 mm o 750 mm, raccomandavano anche l'utilizzo di rotaie leggere, poche gallerie e modeste modificazioni del percorso, in definitiva risultando a bassa velocità, con molte curve e con frequenti variazioni di pendenza.
In tale periodo presero vita i progetti e la realizzazione di diverse linee, in varie località d'Italia e per fini differenti:
- La prima linea a scartamento ridotto 900 mm aperta al pubblico in Italia fu la ferrovia economica Torino-Rivoli nel 1871.
- Seguì la Modena - Sassuolo.
- Nell'area alto-vicentina, nel cui territorio si erano sviluppate le industrie tessili fondate da Alessandro Rossi, si sviluppò la Torrebelvicino-Rocchette-Arsiero, tra i cui promotori c'era il senatore Rossi; l'area necessitava infatti di collegamenti stradali e ferroviari che collegassero i poli produttivi di Schio, Torrebelvicino, Rocchette e Arsiero in modo da favorirne lo sviluppo e attivare il commercio con il resto d'Italia. La linea venne costruita dalla società Ferrovie Economiche di Schio, costituita con capitale locale e partecipazione della Società Veneta e messa in esercizio a partire dal 1885 contemporaneamente alle tratte Schio-Rocchette e Rocchette-Arsiero; passò poi alle Ferrovie Nord Vicenza.[2]
- Nell'area produttiva del biellese una società a capitale belga costituì la Società per le Ferrovie Economiche Biellesi, che tra 1890 e 1891 aprì al traffico la Biella-Balma di 14 km e la Biella-Cossato-Vallemosso di 26 km, ambedue con trazione a vapore e convertite nel 1924 a trazione elettrica a 850 Volt.[3]
- Nel cuore dell'Italia centrale nasceva la Ferrovia Appennino Centrale; all'inizio del 1880 si costituiva in Arezzo il Consorzio per la ferrovia Umbro-Aretina allo scopo di rompere l'isolamento dei comuni dell'area. Il progetto approvato il 16 ottobre dello stesso anno prevedeva una linea di IV categoria a scartamento ridotto, scelto in funzione delle scarse risorse economiche disponibili in quanto il tracciato orograficamente impegnativo non permetteva altrimenti. I lavori procedettero con lentezza e il 2 giugno 1884 la concessione venne ceduta alla Società anonima per le Ferrovie dell'Appennino Centrale (SFAC) con sede sociale a Roma e direzione di esercizio a Città di Castello. La linea fu interamente in funzione dal 15 agosto 1886.
- Per i collegamenti della popolosa provincia di Napoli fu avviata la costruzione della prima linea della Ferrovia Circumvesuviana, la Napoli-Baiano, entrata in esercizio il 12 luglio 1890,[4] con società costituita il 18 novembre 1890 come Società Anonima Ferrovia Napoli - Ottaviano e prolungata a San Giuseppe Vesuviano il 9 febbraio 1891. Qualche anno prima, tra il 1884 e il 1885, la società belga Chemin de Fer de Naples-Nola-Bajano et Extensions aveva aperto all'esercizio la ferrovia Napoli-Nola-Baiano, in seguito anch'essa ricompresa nella rete Circumvesuviana.
- In Sicilia si intraprendeva la costruzione della Palermo-Corleone e della Ferrovia Circumetnea.
  - Un progetto concreto di costruzione di una tranvia a vapore a scartamento ridotto di 850 mm tra Palermo e Corleone esisteva dal 1873; il 15 settembre del 1879, dopo la promulgazione della Baccarini, il Consiglio provinciale di Palermo ne decise la costruzione come ferrovia a scartamento ridotto di 950 mm, tuttavia i lavori per la linea iniziarono solo dopo che, nel giugno del 1883, essa venne sub-concessa all'imprenditore inglese Robert Trewhella, con interessi nello sfruttamento dello zolfo e in altre attività commerciali e industriali. I lavori di costruzione si svolsero tra il 20 aprile 1884 e il 20 dicembre 1886, quando venne inaugurata l'intera tratta fino a Corleone. La società di gestione della linea The Sicilian Railways Company Limited of London fu costituita il 17 febbraio 1887 come Società Anonima per le Ferrovie Siciliane.[5]
  - Nell'area etnea un consorzio formatosi per la realizzazione della Circumetnea e composto dalla Provincia di Catania, dalla Camera di Commercio e dai comuni pedemontani interessati ebbe il riconoscimento ufficiale con regio decreto il 31 dicembre 1883. Il benestare per i lavori dal ministro del tesoro Giovanni Giolitti giunse il 23 maggio 1889; questi vennero sub-concessi alla Società Siciliana di Lavori pubblici dello stesso Trewhella.[6]
- Nello stesso periodo (1886) si costituiva anche la Società italiana per le Strade Ferrate Secondarie della Sardegna (SFSS), ad opera di un gruppo di imprenditori italiani, col fine di ottenere la concessione governativa per la realizzazione e la gestione delle prime linee ferroviarie della rete secondaria sarda; tra molte polemiche dovute alla concorrenza con altre società, costruiva i collegamenti ferroviari nelle zone non raggiunte dalla rete principale della Compagnia Reale delle Ferrovie Sarde. I progetti dei lavori, dell'ingegnere Alfredo Cottrau, portarono all'inaugurazione della Cagliari-Isili e della Monti-Tempio, entrambe aperte all'esercizio il 15 febbraio 1888, della Macomer-Bosa il 26 dicembre insieme al tronco da Macomer alla stazione di Tirso, prima parte della Macomer-Nuoro, completata nei primi mesi del 1889, con l'apertura della Tirso-Orotelli il 26 gennaio e della Orotelli-Nuoro il 6 febbraio. Nella zona di Sassari, le SFSS aprirono la Sassari-Alghero il 1º marzo 1889 e la Isili-Sorgono il 3 dicembre 1889. La seconda fase di realizzazione portò alla costruzione della linea da Tirso a Chilivani, inaugurata ufficialmente il 1º aprile 1893 insieme ai tronchi Mandas-Nurri e Gairo-Arbatax della linea Mandas-Arbatax. Il 16 novembre dello stesso anno i due tronchi raggiungevano Villanova Tulo da un lato e Ussassai dall'altro, saldandosi infine il 20 aprile 1894 per complessivi 159 km di linea. Il 16 novembre 1893 veniva aperta la diramazione Gairo-Jerzu, completando la rete SFSS che raggiunse 590 km.[7]

Il periodo antecedente il nuovo secolo XX vide anche la nascita di costruzioni ferroviarie a scartamento ridotto e a cremagliera a scopo turistico, come la ferrovia di Vallombrosa, promossa e progettata nel 1881 dal conte Giuseppe Telfener che ne fu il principale finanziatore; la Ferrovia del Vesuvio, il cui progetto risaliva al 1896 e che venne realizzata anni dopo tra mille ostacoli dalla Società Cook; nelle zone alpine e subalpine del nord-ovest, la Luino-Ponte Tresa, la cui realizzazione venne finanziata inizialmente nel 1880 da una società di cui faceva parte la Banca della Svizzera Italiana di Lugano. Il 26 febbraio 1885 la linea entrò in funzione; il 17 novembre 1884 era entrata in esercizio la Menaggio–Porlezza. Nel 1891 nell'area prendeva forma anche il progetto della Stresa-Mottarone, che però venne realizzata un decennio dopo. Non senza ragione si vedeva in tali ferrovie l'importante motore per lo sviluppo del territorio data la carenza di strade e di mezzi di trasporto validi nelle aree montane o periferiche del paese. Molti progetti tuttavia rimasero sulla carta o furono, in seguito, approvati o finanziati solo parzialmente.

### La seconda fase delle realizzazioni

Un treno a vapore in sosta a Cividale negli anni '20

La corsa alle nuove realizzazioni si era affievolita alla fine del XIX secolo, in specie dopo il riordino di tutto il sistema ferroviario nazionale con la cosiddetta Legge delle Convenzioni (1885). Le proposte e i progetti ripresero vigore entro gli anni 1910, soprattutto dopo la statalizzazione delle ferrovie. È in tale periodo che presero forma due grandi progetti, ovvero la rete delle ferrovie Calabro Lucane e la rete FS a scartamento ridotto della Sicilia, viziate tuttavia da alcuni limiti: la prima rispondeva anche a un intento speculativo della Società per le Strade Ferrate del Mediterraneo (che intendeva investire i capitali ottenuti dal riscatto statale della sua rete, al contempo attraendo a suo vantaggio i finanziamenti statali e le agevolazioni previste), mentre la seconda, costruita direttamente dalle Ferrovie dello Stato, era concepita quasi interamente a vantaggio dello sfruttamento privato dello zolfo di Sicilia. Nonostante questi ostacoli, tali reti rappresentarono nondimeno un insperato mezzo di trasporto e di sviluppo per le aree del Mezzogiorno interessate, data l'assoluta inconsistenza di qualsivoglia rete di trasporto nei suddetti territori. Il riordino legislativo del settore delle ferrovie in concessione avvenne con il Regio Decreto n.1447 del 9 maggio 1912.
Le origini progettuali di alcune tratte della rete calabrese risalgono alla fine del XIX secolo: già nel 1882 la deputazione provinciale di Cosenza richiedeva la costruzione di una Ferrovia Lagonegro-Spezzano Albanese a scartamento ordinario per collegarsi, attraverso la ferrovia del Vallo di Diano, a Salerno e Napoli; l'approvazione giunse solo il 4 dicembre 1902 con la legge Zanardelli, anche se si optò per lo scartamento ridotto. La prima sezione Castrovillari-Spezzano Albanese venne realizzata nel 1915, ma in seguito i lavori rallentarono. La legge prevedeva anche lo sviluppo di linee in Basilicata, ma la loro costruzione fu attuata più tardi dalla nuova società Mediterranea-Calabro-Lucane una volta ottenuta la concessione nel 1910. La società iniziò la gestione con una Direzione Centrale a Roma e due uffici decentrati in Puglia e in Calabria. L'apertura della prima tratta, la Bari-Matera, avvenne il 9 agosto 1915. Della Cosenza-Catanzaro fu realizzato il primo tratto di 26 km fino a Rogliano nel 1916, della Gioia Tauro-Palmi-Sinopoli vennero realizzati solo i primi 13 km fino a Seminara nel 1917. Ma l'ambizioso progetto prevedeva la costruzione di una rete di 1271 km di linee a scartamento 950 mm, con 203 km realizzati interponendo una terza rotaia sulla esistente sede a scartamento ordinario, estesa su quattro regioni (la totalità di Lucania e Calabria, oltre alla provincia di Salerno in Campania e alla provincia di Bari in Puglia).
Anche i lavori in Sicilia ebbero andamento simile: una Regia Commissione nel 1901 aveva studiato l'annoso problema delle tante richieste delle municipalità locali i cui progetti di costruzione di ferrovie collidevano tra loro e con gli interessi delle compagnie zolfifere, pervenendo tuttavia alla peggiore delle conclusioni: le linee dovevano essere a scartamento ridotto, costruite nella massima economia sia di materiali e infrastrutture sia dell'esercizio, dovevano esaudire la maggior parte delle istanze e, per risparmiare sul tracciato, potevano fare largo uso della cremagliera. Le decisioni assunte portarono come conseguenza alla costruzione di linee tortuosissime e lente, soggette a frane e smottamenti anche per avverse condizioni climatiche, prive di segnalamento e di sistemi di esercizio efficienti, e soprattutto slegate da una qualsiasi ottica di razionalizzazione. Nel frattempo il riscatto delle ferrovie e la loro nazionalizzazione (nel caso della Rete Sicula) rimandò ulteriormente le decisioni a dopo il 1906. I lavori di costruzione avviati dalla nuova direzione delle Ferrovie dello Stato iniziarono quindi solo qualche anno dopo. Il 20 giugno 1910 vennero attivati due tratti afferenti alla Stazione di Castelvetrano: da Partanna (primi 10 km della linea per San Carlo e Burgio) e da Selinunte (primi 13 km della linea per Porto Empedocle); il 16 dicembre 1911 iniziava la costruzione del tratto Porto Empedocle-Siculiana (14 km).
Tra 1911 e 1915 entrò in funzione la Canicattì-Licata, richiesta dall'industria mineraria dello zolfo per trasportare il minerale all'imbarco a Licata e Palma di Montechiaro; la linea costiera, Castelvetrano-Agrigento, raggiungeva Sciacca nel febbraio del 1914. Nel 1912 venne inaugurato il tratto a cremagliera tra la Stazione di Lercara Bassa della linea Palermo-Catania e la cittadina di Lercara Friddi, a servizio del grande bacino zolfifero del palermitano, e nel 1914 veniva raggiunta Filaga. Il resto della rete a scartamento ridotto della Sicilia centrale vide la luce sempre in funzione e nell'interesse dei bacini zolfiferi di Floristella, Grottacalda e Assoro-Leonforte. Si trattava del gruppo di linee collegate Dittaino-Piazza Armerina-Caltagirone e Dittaino-Leonforte. La prima tratta, dalla stazione di Assoro (circa 14 km in forte ascesa, superata con due tratti a cremagliera Strub), entrò in esercizio il 25 aprile 1912. Il secondo tratto entrò in funzione il 29 agosto 1914 e congiunse Valguarnera alla stazione di Grottacalda in prossimità del complesso minerario di Floristella-Grottacalda, munito di raccordi e ferrovie Decauville, nel quale migliaia di operai lavoravano all'estrazione e lavorazione dello zolfo. Piazza Armerina tuttavia veniva raggiunta soltanto dopo la guerra, il 7 settembre 1920.

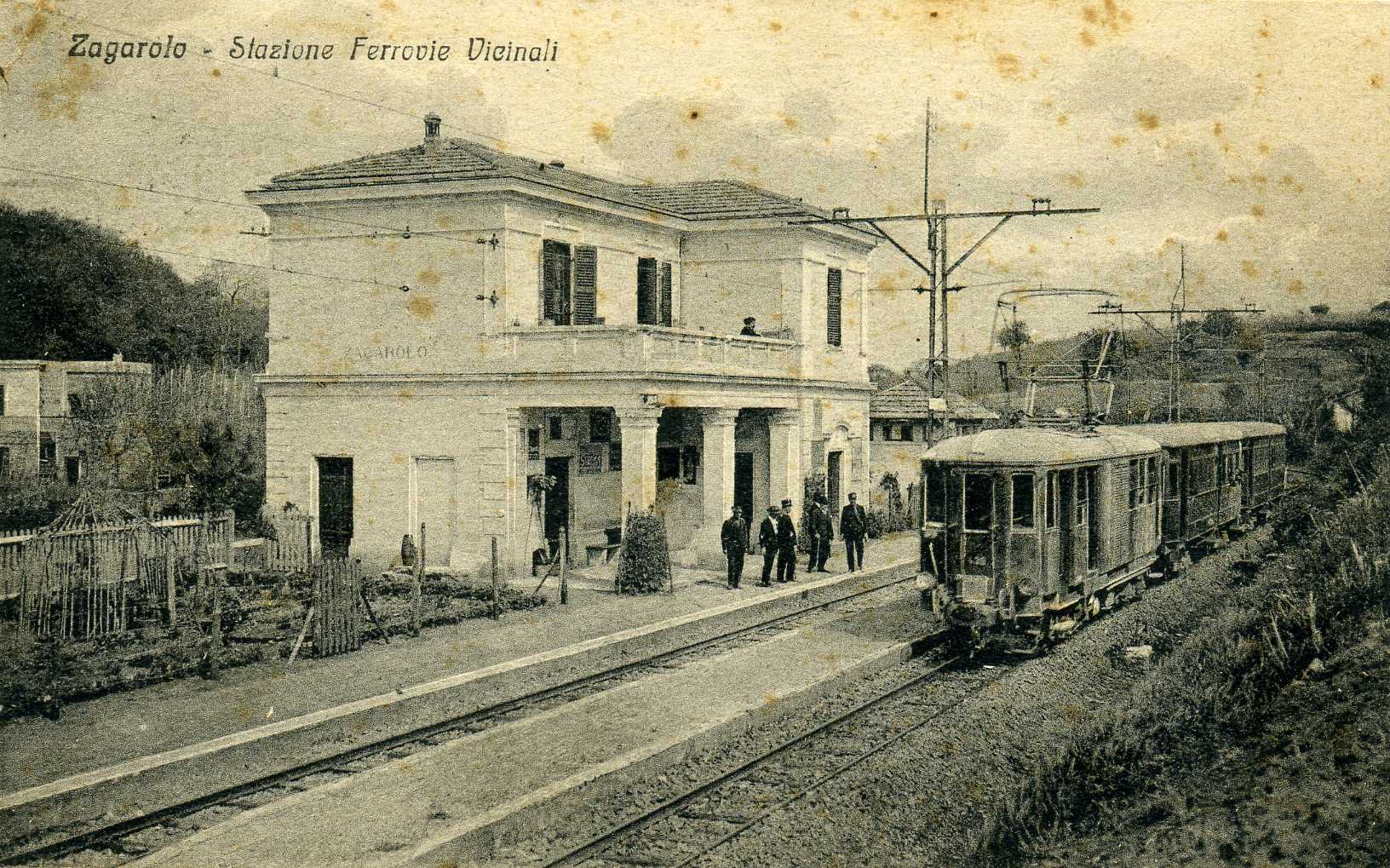
Ferrovia Roma-Fiuggi-Alatri-Frosinone: Stazione di Zagarolo Paese nel 1927

Nell'Italia centrale il periodo anteguerra vide lo sviluppo di un buon numero di ferrovie a scartamento ridotto, quasi tutte in concessione e spesso anche con capitale straniero. Nel 1905 la Société des Tramways et des Chemin de Fer de Roma-Civitacastellana-Viterbo ottenne la concessione per la tranvia Roma-Civita Castellana, inizialmente prevista a vapore ma che fu invece costruita a trazione elettrica a corrente alternata monofase a 6600 Volt; venne inaugurata nel 1906 e il 9 ottobre 1913 prolungata come ferrovia fino a Viterbo.
Nello stesso periodo un'altra società belga, la Compagnie des Chemins de fer du Midi d'Italie (CFMI), iniziò la costruzione della Napoli-Capua, detta Alifana Bassa, con trazione elettrica alternata monofase. Nel 1905 entrò in servizio il tratto ferroviario di collegamento tra la città di Chieti e la sua stazione, nel 1906 la Castelraimondo-Camerino, e nell'Appennino centrale la Agnone-Pescolanciano inaugurata nel 1914.
Il progetto della Roma-Fiuggi-Alatri-Frosinone venne redatto per conto di una società belga che operava in Italia e approvato con Regio Decreto n.946 del 20 novembre 1910; la concessione venne data alla Società per le Ferrovie Vicinali (SFV), che iniziò i lavori nel 1913. Il 12 giugno 1916 fu aperta la tratta da Roma a Genazzano (47,5 km) e una diramazione da San Cesareo a Frascati (15 km). Tra 6 maggio e 14 luglio 1917 furono inaugurate le tratte Genazzano-Fiuggi Centro (30,8 km) e Fiuggi-Alatri-Frosinone (33 km) e le diramazioni, Vico nel Lazio-Guarcino (3,4 km), Fiuggi città-Fiuggi fonte (4,9 km) e Frosinone SFV-Stazione di Frosinone F.S. (2,8 km). Il 13 novembre 1926 fu infine attivato il tratto urbano Frosinone Madonna della Neve-Frosinone Città e il 28 aprile 1927 la diramazione urbana Centocelle-Piazza dei Mirti, a Roma, portando la linea alla lunghezza complessiva di 137 chilometri.
Veniva inaugurata inoltre, nel 1917, la breve ferrovia di Montepulciano realizzando un progetto di quasi trent'anni prima.
Sempre nel periodo si realizzò finalmente un progetto a lungo disatteso, la ferrovia Adriatico-Appennino: nel 1879 si prevedeva una ferrovia di collegamento tra la linea Adriatica e Amandola, proseguendo attraverso il valico di Visso e la Val Nerina fino a Terni: fu approvato il 30 aprile 1881, ma non realizzato. Nel 1885 la concessione decadde, ma il progetto fu ripreso nel 1903 dall'ingegnere Ernesto Besenzanica: ciò portò, il 21 dicembre 1906, alla costituzione della Società per le Ferrovie Adriatico Appennino (SFAA). La linea per Amandola venne così inaugurata, con trazione a vapore, il 14 dicembre 1908 e la sua diramazione per Fermo Città aperta nell'estate del 1909.
Successivamente, lo stesso Besenzanica si occupava di un altro progetto rimasto inevaso per lungo tempo: la concessione per la Ferrovia Sangritana era stata richiesta nel 1853 dal Barone Panfilo De Riseis al re delle Due Sicilie Ferdinando II, ed aveva ottenuto il 12 maggio 1855 la stipula di un contratto di concessione per una ferrovia da Napoli all'Adriatico attraverso le valli del Volturno e del Sangro. Dopo l'unità d'Italia il progetto non ebbe seguito ed ebbero ugual sorte sia la richiesta di un consorzio di comuni frentani (1879) sia la proposta della Ditta Crocco & Giampietro per una ferrovia economica da San Vito a Castel di Sangro (1882). Nel 1905 il progetto, ripreso e rielaborato dall'ingegner Besenzanica, ebbe parere favorevole. Nel 1906 cominciarono i lavori con il seguente sviluppo: San Vito Marina, Lanciano, Crocetta e il tronco per Guardiagrele, Orsogna, Ortona, Piane d'Archi (con il tronco per Perano ed Atessa), Castel di Sangro per un totale di 156 km a binario semplice. La linea fu completata nel 1912.
Più a nord, la Società Veneta realizzava nel 1910 la Ferrovia Rocchette-Asiago; la proposta di questo collegamento risaliva al lontano 1882, ma soltanto nel 1907 otteneva l'approvazione governativa a scartamento di 950 mm, in parte ad aderenza naturale, in parte a cremagliera. I lavori iniziarono nel 1909; la linea giunse ad Asiago il 4 dicembre dello stesso anno con inaugurazione il 10 febbraio 1910.
La Società Anonima delle Ferrovie e Tramvie Padane (SFTP) fondata nel 1907 a Milano, rilevata la concessione per la costruzione della tranvia Ferrara-Codigoro, che l'8 marzo 1900 era stata rilasciata alla Società Anonima delle Tramvie Ferraresi a Vapore, la inaugurava il 16 gennaio 1901 con trazione a vapore. Nel 1908 richiedeva la concessione per la Ostellato-Porto Garibaldi (località allora denominata Magnavacca). Questa linea, diramazione della Ferrara-Codigoro, venne inaugurata nel 1911 sempre con servizio a vapore. Nel 1916 la stessa società apriva all'esercizio la Rimini-Verucchio, prima tratta della Ferrovia Rimini-Novafeltria.
In Sardegna intanto la Società per le Ferrovie Complementari della Sardegna realizzò due linee, la Isili-Villacidro e la sua diramazione da Villamar ad Ales: questi 90 km di nuove strade ferrate isolane furono inaugurati nel giugno 1915.

### Il primo dopoguerra

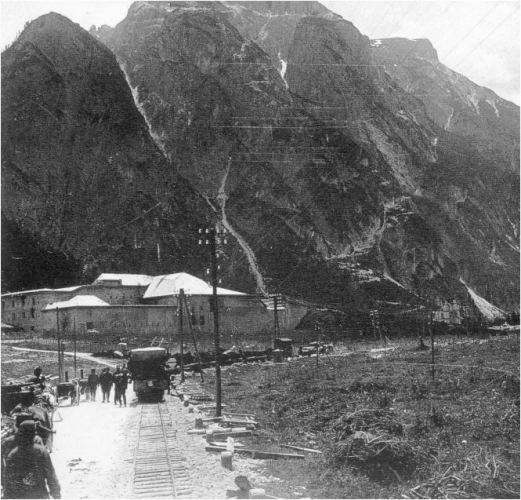
Ferrovia delle Dolomiti: un treno al Forte di Landro durante la guerra

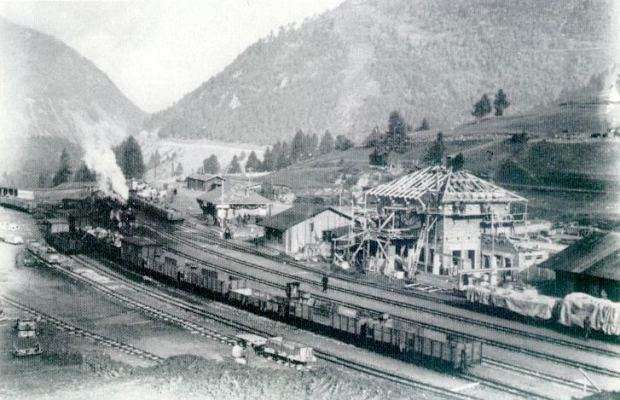
La ferrovia in Val di Fiemme intorno al 1918

Lo scoppio della prima guerra mondiale comportò il rallentamento dei lavori in corso e lo stallo di quelli ancora da eseguire, date le ingenti quantità di risorse in danaro, mezzi e persone coinvolte nello sforzo bellico. Furono costruite in fretta alcune tranvie e ferrovie nelle zone interessate dai rifornimenti, da e per il fronte, nel nord-est del Paese.
Con la conclusione della guerra (1918), furono ripresi i progetti già finanziati e si affrontò anche il problema delle ferrovie ricadenti nei territori passati dall'ex Impero austro-ungarico al Regno d'Italia, costruite sia per esigenze belliche sia per trasporto convenzionale. Tra queste vi furono una serie di linee a scartamento ridotto: da 750 mm, 760 mm (scartamento bosniaco), e metrico.
Ferrovie da campo a scartamento 750 mm:
- Ferrovia Cividale-Caporetto,
- Ferrovia Villa Santina-Comeglians;

ferrovie a scartamento bosniaco di 760 mm:
- Ferrovia Chiusa-Plan (Ferrovia della Val Gardena),
- Ferrovia Trieste-Parenzo (Parenzana),
- Ferrovia Mori-Riva del Garda,

di cui due vennero ricostruite a scartamento metrico negli anni 1920:
- Ferrovia Ora-Predazzo (Ferrovia della Val di Fiemme),
- Ferrovia Calalzo-Dobbiaco (Ferrovia delle Dolomiti);

linee a scartamento metrico e a trazione elettrica:
- Ferrovia del Renon,
- Tranvia Dermulo-Fondo-Mendola,
- Tranvia Trento-Malé.

Tali linee versavano in cattive condizioni a causa dei danni di guerra, pertanto ricevettero lavori di adeguamento: la ferrovia delle Dolomiti venne riattata alla meglio dal Genio militare nel giugno del 1921 e andò avanti in forte deficit, con il traffico tra Cortina e Dobbiaco limitato ai mesi estivi e a giorni alterni; il 1º gennaio 1923 venne affidata al Regio Circolo Ferroviario di Bolzano che ne regolarizzò il servizio. Nell'estate del 1924 il Ministero dei lavori pubblici affidò per 35 anni l'esercizio della linea a un'impresa privata. Nel 1927 venne trasformata con scartamento a 950 mm e trazione elettrica per collegare il capolinea FS di Calalzo alla Val Pusteria e alle linee per il Brennero.
Il 31 dicembre 1927 le Ferrovie dello Stato cedettero anche la Ora-Predazzo in concessione a una società privata appositamente costituita, la Ferrovia Elettrica Val di Fiemme (FEVF), che procedette all'adeguamento dello scartamento a metrico e all'elettrificazione in corrente continua a 2600 volt. La linea venne inaugurata il 28 ottobre 1929.

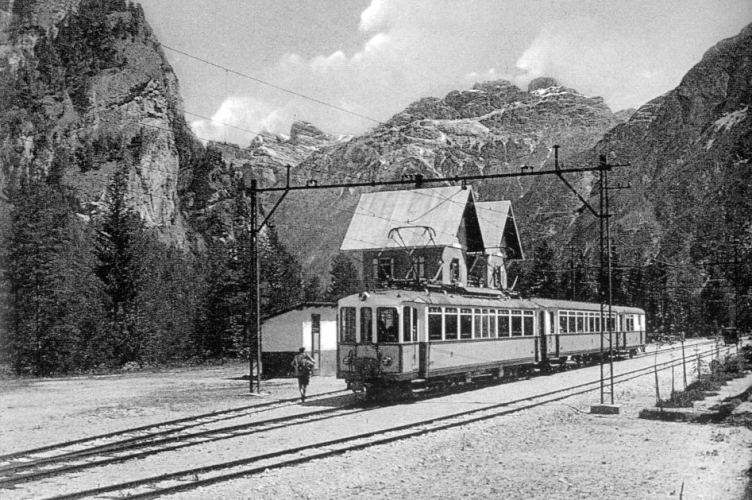
La ferrovia delle Dolomiti dopo l'elettrificazione

Alcune ferrovie vennero invece lasciate a scartamento 760 mm, come la Ferrovia Mori-Arco-Riva dal 1918 in gestione alle Ferrovie dello Stato per conto del Ministero della guerra; nel settembre 1922 fu prolungata fino a Rovereto e nel 1924 ceduta alla concessionaria Società Ferrovia Rovereto-Riva; dati i deludenti risultati di esercizio, non sopravvisse agli anni '30. Non ebbe sorte migliore la Ferrovia Parenzana, che nel 1921 aveva ricevute 6 nuove locomotive di tipo P: nonostante l'aumento del traffico, le spese di esercizio elevate la avviarono verso la fine. Il 23 ottobre 1919 venne rimessa in servizio dalla Società Veneta la ferrovia del Bût, a scartamento 750 mm, per collegare i centri della valle del Bût a Tolmezzo, capoluogo della Carnia. Era una ferrovia militare aperta nel 1915 dall'esercito italiano per rifornire il fronte; danneggiata dalla guerra, venne riattivata con l'ultimo tratto verso Moscardo riservato al solo servizio merci.
Negli anni 1920 vennero ripresi i lavori su alcune linee che erano rimaste incomplete: In Sicilia, Piazza Armerina fu raggiunta il 7 settembre 1920 portando a termine il primo tratto importante della Dittaino-Piazza Armerina e tra 8 marzo 1918 e 30 settembre 1923 venne attivata la Dittaino-Assoro-Leonforte, mentre il 30 dicembre 1921 l'apertura della tratta Girgenti-Favara-bivio Margonia completava la Ferrovia Agrigento-Naro-Licata. Il 2 luglio 1923 si inaugurava infine il servizio ferroviario completo sulla linea costiera sud della Sicilia Castelvetrano-Porto Empedocle.
Il 18 giugno 1922 venne aperta anche la rimanente sezione della Ferrovia Rimini-Novafeltria fino al capolinea di Mercatino Marecchia riutilizzando la tratta tra Verucchio e Mercatino della mai completata Ferrovia Subappenina (a scartamento ordinario).
Negli stessi anni riprendevano anche in Calabria i lavori sulla rete calabro-lucana di cui erano state realizzate solo pochissime tratte anteguerra; il 4 ottobre 1923 la MCL completava la Ferrovia Vibo Valentia-Mileto congiungendo a Mileto il primo breve tratto Vibo Marina-Vibo Città che era stato aperto il 2 luglio 1917. Il 15 dicembre 1923 si inaugurava anche la Ferrovia Soverato-Chiaravalle sull'opposto versante jonico. Nel cosentino il 30 marzo 1924 la Ferrovia Cosenza-Catanzaro, il cui tratto iniziale Cosenza-Rogliano era stato costruito nel 1916, raggiungeva Decollatura alle porte di Catanzaro, mentre dalla diramazione di Pedace, nel 1922, era raggiunta San Pietro in Guarano realizzando un consistente tratto della linea di Camigliatello.
In Sardegna prendevano avvio i lavori delle ferrovie dell'area carbonifera del Sulcis la cui costruzione era stata approvata nel 1911. La Società Anonima Ferrovie Meridionali Sarde era stata fondata a Busto Arsizio nel 1915, e i lavori iniziarono nel 1923. Nel giro di tre anni, furono costruiti 112 km di ferrovia a scartamento 950 mm, colleganti il porto di Calasetta con la rete delle FS a Iglesias (raggiunta riconvertendo a scartamento ridotto la Monteponi-Iglesias ex FS), e Siliqua con le due diramazioni che si congiungevano a Palmas Suergiu. Le restanti linee a scartamento ridotto sarde nel 1921 erano invece passate alle Ferrovie Complementari della Sardegna, che avevano acquisito la Strade Ferrate Secondarie della Sardegna.
Tra 1922 e 1923 vennero anche emanate leggi per favorire la trasformazione delle ferrovie concesse dalla costosa trazione a vapore in quella elettrica. Furono quindi elettrificate le ferrovie e tranvie biellesi, la Amandola-Porto San Giorgio, la ferrovia Sangritana, la ferrovia delle Dolomiti, la ferrovia della Val di Fiemme e la Luino-Ponte Tresa.
Nel centro Italia si realizzava, nel 1926, l'agognato collegamento della Ferrovia Alto Pistoiese (FAP) i cui primi progetti, contenuti nell'archivio privato denominato Fondo Turri (Pistoia), risalivano addirittura alla fine del XIX secolo; del 1915 era un progetto di ferrovia fino all'Abetone e a Modena, ma la realizzazione avvenne principalmente a servizio della produzione bellica della Società Metallurgica Italiana (SMI), ma la ferrovia risultava essere anche la grande aspirazione degli abitanti delle zone montane.
Il 1º novembre del 1926 avvenne anche l'inaugurazione della Ferrovia Spoleto-Norcia il cui progetto preliminare di costruzione risaliva al 1909 e presupponeva un'estensione fino a Grisciano per allacciarsi alla linea allora in progetto Ascoli Piceno-Antrodoco. Il secondo progetto del 1911 prevedeva la costruzione di una linea con trazione a vapore, ma il 31 agosto 1912 i comuni interessati firmarono una convenzione con la Società Subalpina Imprese Ferroviarie (SSIF), che già operava al confine svizzero con la Vigezzina (Ferrovia Domodossola-Locarno), la quale operò delle varianti di tracciato diminuendo la lunghezza del percorso e aumentandone la pendenza massima, prevedendo l'uso della trazione elettrica a corrente continua a 800 Volt anziché del vapore; ma a causa dello scoppio della prima guerra mondiale i lavori andarono a rilento.
Nell'estremo sud della Sicilia orientale si realizzava un'altra ferrovia in concessione: la Siracusa-Ragusa-Vizzini, il cui primo progetto risaliva al 1884. Venne costituita a tale scopo, nel 1911 a Roma, la Società Anonima per le ferrovie secondarie della Sicilia (SAFS) che ottenne la concessione agli inizi del 1912. Il primo tronco, Siracusa-Solarino, venne inaugurato il 19 luglio 1915 con locomotive a vapore di costruzione Breda. Il 15 gennaio 1918 venne raggiunto Bivio Giarratana, il 22 dicembre 1922 venne inaugurata la tratta di 30 km fino a Ragusa; infine, il 26 luglio 1923, fu aperto l'ultimo tratto di 27,5 km tra il Bivio Giarratana e Vizzini. La linea, pur presentando in alcune sue tratte un discreto traffico pendolare e turistico per Pantalica, venne costruita in funzione del trasporto di asfalto e rocce bituminose dal ragusano al Porto di Siracusa.

### I contraddittori anni 1930

Automotrici unidirezionali, in Sardegna, negli anni trenta

Il decennio fu caratterizzato dalla apparente incoerenza tra provvedimenti di chiusura e nuove costruzioni.
Diverse linee a trazione elettrica entrarono in funzione nel centro-nord:
La costruzione della Locarno-Domodossola iniziò nell'inverno 1912/1913, utilizzando per il primo tratto le opere della ferrovia Locarno-Bignasco. La ferrovia, il cui esercizio era regolato da una convenzione conclusa il 12 novembre 1918 a Roma tra i plenipotenziari del Re d'Italia e del Consiglio federale svizzero, rispettivamente Sidney Sonnino e Hans von Segesser, venne attivata il 25 novembre 1923. 
La Ferrovia Intra-Premeno venne inaugurata nel 1926 ed affidata in concessione alla Società Anonima Ferrovia Intra Premeno (FIP). Collegava il centro dell'abitato di Intra, sul Lago Maggiore, con le località poste a monte a 630 m s.l.m., in inverno meta degli sciatori.
La Ferrovia Genova-Casella, i cui progetti del 1915 e la convenzione a favore della Società Ferrovie Elettriche Liguri vennero bloccati dalla prima guerra mondiale, ebbe nel giugno 1921 la posa della prima pietra e il 1º settembre 1929 l'inaugurazione ufficiale della linea che però venne realmente completata fino a Casella nel 1930 con la costruzione del ponte sul torrente Scrivia.
La Ferrovia Pescara-Penne, i cui primi progetti con trazione a vapore risalgono alla fine dell'Ottocento, stava per essere costruita sulla fine del 1912, ma lo scoppio della guerra ne bloccò la realizzazione. La concessione rilasciata alla Società Ferrovie Elettriche Abruzzesi portò alla sua inaugurazione il 22 settembre del 1929. Aveva origine dal piazzale esterno della vecchia Stazione di Pescara della Ferrovia Adriatica; fu prolungata fino alla Pineta nell'estate del 1934.
La piccola linea internazionale Rimini-San Marino fu finanziata con capitali pubblici italiani dal governo italiano dopo la stipula, il 26 marzo 1927, di una convenzione di esercizio fra i due Stati; i lavori di costruzione iniziarono il 3 dicembre 1928. La ferrovia, elettrificata a 3.000 volt in corrente continua venne inaugurata il 12 giugno 1932.
Nel Sud Italia proseguirono invece lentamente le costruzioni di varie linee destinate a rimanere incomplete, o in qualche caso completate ma non entrate mai in esercizio.
In Sicilia, la rete in costruzione era di competenza delle Ferrovie dello Stato; la Ferrovia Santa Ninfa-Salemi (10 km) era solo la prima parte di una linea progettata per collegare la Valle del Belice direttamente con Trapani, evitando il lungo giro costiero via Mazara del Vallo e Marsala; venne aperta nell'ottobre del 1935, ma il tratto successivo fino a Calatafimi in parte realizzato rimase abbandonato. 
L'ultima parte della Ferrovia Castelvetrano-San Carlo-Burgio venne completata nel 1931. Il grosso centro di Caltagirone venne collegato a Piazza Armerina solo nel 1930, mentre la trasversale fino a Canicattì in parte realizzata non vide mai l'inaugurazione. 
Nell'anno 1933 si collegò finalmente la stazione di Agrigento Bassa con la Stazione di Agrigento Centrale attraverso la galleria scavata sotto il centro storico della città; il tratto di binario di circa 3 km inaugurato aveva interposte le rotaie a scartamento ridotto realizzando il doppio scartamento, attraverso il quale si collegava dopo lunghi anni anche all'altra linea FS a scartamento ridotto proveniente da Canicattì e Licata, aperta già dal 1924. La mattina del 28 ottobre del 1933, infine, anche Agrigento ebbe la sua Stazione Centrale; fino ad allora i treni fermavano distanti, molto più in basso, a Girgenti, ribattezzata Agrigento Bassa.

Fra il 1928 ed il 1930 veniva avviato un altro progetto che in buona parte costruito non vedrà mai la luce; quello della Palermo-San Cipirello-Camporeale-Salaparuta. La linea fu anche armata tra Palermo e Monreale anteriormente alla seconda guerra mondiale, ma venne abbandonata.
Non diversa la situazione in Calabria e Basilicata.
La Bari-Matera-Montalbano Jonico, di 141 km, ebbe completata la tratta Matera-Miglionico il 24 maggio 1928, mentre Montalbano Jonico fu raggiunta il 29 ottobre 1932.
La Ferrovia Altamura-Avigliano-Potenza di 85 km fu completata e inaugurata il 21 aprile 1934.

La rete attorno al capoluogo di Potenza (eccetto il breve tratto di 12 km Potenza Inferiore Scalo-Pignola aperto il 23 gennaio 1919) venne realizzata tra il 1930 e il 28 ottobre 1933, data di inaugurazione dell'ultima sezione di 11,5 km tra Potenza Città e Avigliano Lucania.

Il tronco, rimasto isolato, Atena-Marsico Nuovo di 26,7 km fu aperto il 28 ottobre 1931.

La trasversale Lagonegro-Spezzano Albanese (circa 105 km) vedeva realizzato il lungo tracciato Lagonegro-Castrovillari tra il 30 ottobre 1929 e il 1º luglio 1931. 
La Catanzaro - Cosenza raggiungeva Catanzaro Lido solo il 18 giugno 1934, non migliore sorte quella della Transilana che si fermava a Camigliatello Silano il 10 agosto 1931 (San Giovanni in Fiore sarà raggiunta oltre un ventennio dopo, il 6 maggio 1956).
Nel 1930 si realizzava anche il tratto jonico della Transilana tra Crotone e Petilia Policastro.

Infine la breve tratta tra Marina di Giojosa e Mammola il 1º agosto 1931.

Stazione di San Giovanni Suergiu delle Ferrovie Meridionali Sarde

In Sardegna le Ferrovie Settentrionali Sarde costruivano in quegli stessi anni la linea da Sassari a Palau (inaugurata tra il 1931 e il 1932) e la breve linea dal capoluogo turritano a Sorso (aperta nel 1930), salvo poi venire acquisite dalla Strade Ferrate Sarde nel 1933.
A metà degli anni '30 l'insieme delle ferrovie a scartamento ridotto sul territorio nazionale raggiunse quindi la massima estensione (circa 3300 km), dopodiché iniziò a diminuire a causa della dismissione o conversione a scartamento normale (1435 mm); a tale scopo venne valutato lo stato economico e l'entità del disavanzo di esercizio delle singole società. Per alcune linee del centro-nord si era proceduto con l'elettrificazione; per altre si tentò l'esperimento della trazione leggera con piccole automotrici unidirezionali, ma generalmente languirono economicamente a causa della dispendiosa e lenta trazione a vapore fino a quando iniziarono le chiusure all'esercizio. Tuttavia alcune società, con una certa lungimiranza, si orientarono verso le Littorine che la Fiat aveva iniziato a costruire in larga scala: queste furono la Ferrovia Circumetnea e le Ferrovie Meridionali Sarde.
Le dismissioni del periodo riguardarono:
- Ferrovia Sant'Ellero-Saltino, chiusa il 18 aprile 1924
- Ferrovia Montepulciano-Fontago, chiusa il 16 settembre 1927
- Ferrovia Torrebelvicino-Schio nel 1927
- Ferrovia Cividale-Caporetto, chiusa al traffico il 1º agosto 1932
- Tranvia Dermulo-Fondo-Mendola, dismessa nel 1934
- Ferrovia Roma-Fiuggi-Alatri-Frosinone: nel 1933 chiusa la diramazione Vico nel Lazio-Guarcino e tra Fiuggi Centro e Frosinone sostituito con autoservizi dal 1º luglio 1935
- Ferrovia Menaggio-Porlezza, chiusa il 31 ottobre 1939
- Ferrovia Tolmezzo-Paluzza-Moscardo nel 1931
- Ferrovia Villa Santina-Comeglians chiusa nel 1935
- Ferrovia Rovereto-Arco-Riva chiusa il 31 ottobre 1936
- Ferrovia Parenzana, dismessa il 31 agosto 1935.

e le chiusure per ricostruzione a scartamento normale:
- Ferrovia Rocchette-Arsiero, nel 1933
- Ferrovie Modenesi
- Ferrovia Roma-Civita Castellana-Viterbo riaperta il 28 ottobre 1932

### Le distruzioni della seconda guerra mondiale
Il passaggio del fronte determinò anche per le piccole ferrovie a scartamento ridotto danneggiamenti e distruzioni soprattutto in corrispondenza delle aree in cui si attestarono linee di resistenza come in Sicilia per l'arco Simeto-Nebrodi, che interessò in più punti la Circumetnea, e nell'Italia centro-meridionale per le varie posizioni assunte: Linea del Volturno, Linea Gustav, Linea Caesar che, spostandosi successivamente sempre più a nord, coinvolsero via via la Sangritana, la Amandola-Porto San Giorgio, la Agnone-Pescolanciano, la Roma-Fiuggi-Frosinone; e, con l'arretramento della Linea Gotica, la Pescara-Penne, la Arezzo-Fossato di Vico ed anche la Rimini-San Marino, la Rimini-Novafeltria e la Ostellato-Porto Garibaldi. Per alcune nel dopoguerra si procedette con la ricostruzione, mentre altre vennero definitivamente dismesse per danni di guerra, come le seguenti:
- Ferrovia Agnone-Pescolanciano,
- Ferrovia Appennino Centrale,
- diramazione San Cesareo-Frascati della ferrovia Roma-Fiuggi-Alatri-Frosinone,
- Ferrovia Rimini-San Marino,
- Tranvia Ostellato-Porto Garibaldi,
- Ferrovia Chieti città-Chieti stazione.

### La ricostruzione: politica dei rami secchi e dismissioni

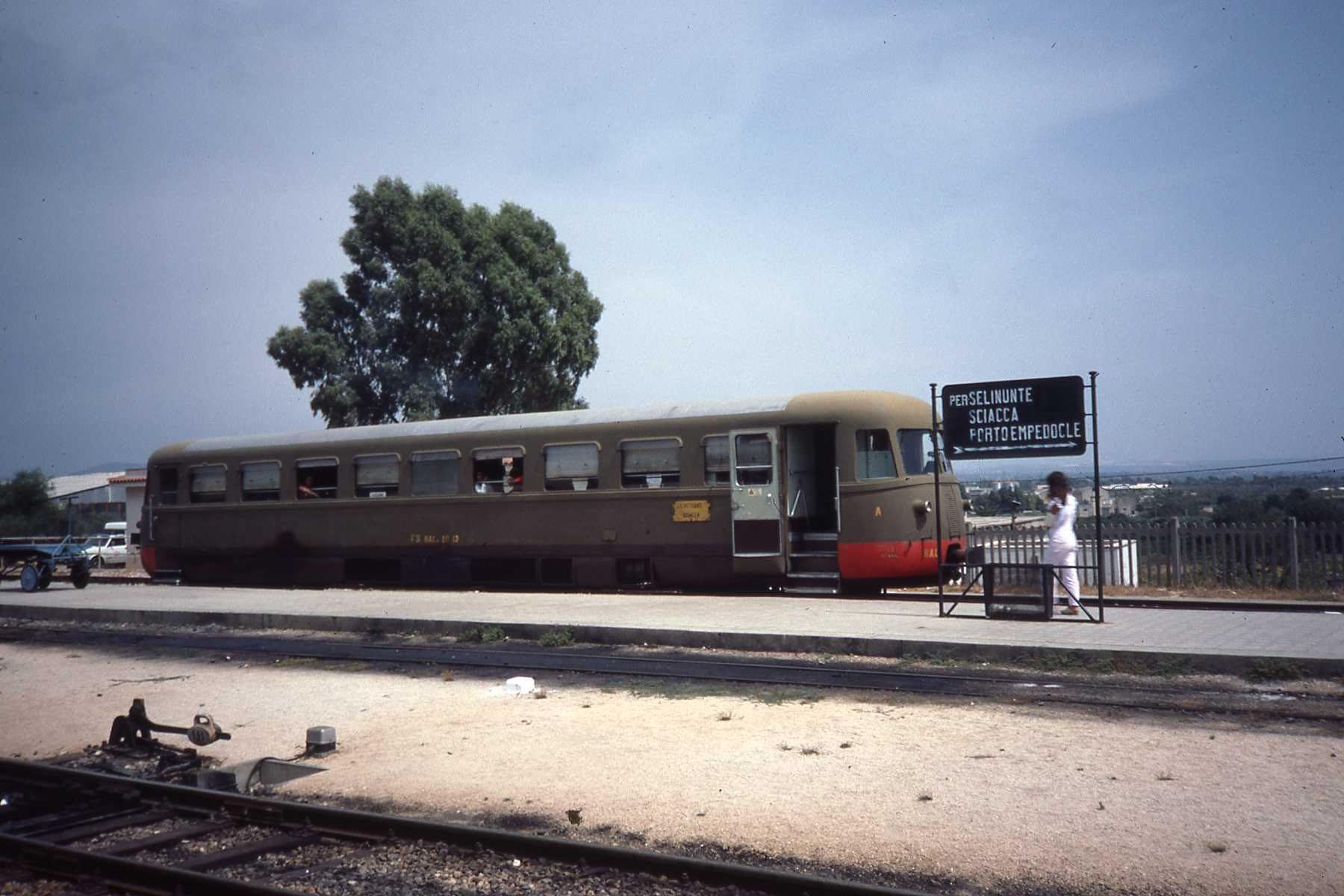
Automotrici RALn 60 del 1949-50; unico tentativo di rilancio della rete a scartamento ridotto che non ebbe seguito

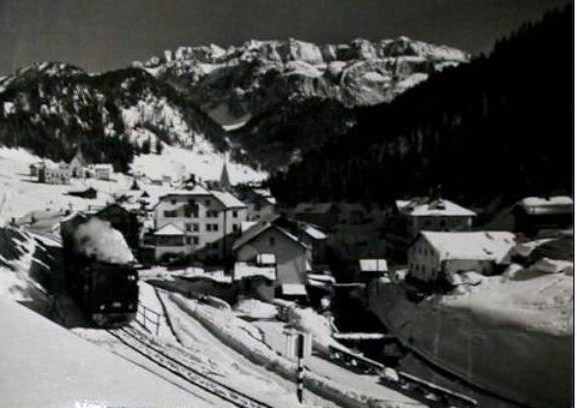
Trenino della Val Gardena in stazione nel 1959, ultimo anno di esercizio

La seconda guerra mondiale non aveva risparmiato neanche le piccole ferrovie a scartamento ridotto, soprattutto in prossimità dei punti strategici come le grandi città e le zone di fronte. Alcune ferrovie vennero chiuse definitivamente, altre ricostruite. Il traffico intanto era calato per ovvi motivi, ma alla ripresa ci si rese conto che si era perduto quasi del tutto il traffico merci mentre aumentava quello viaggiatori. Il difficile problema della ricostruzione venne affrontato con la Legge n.410 del 4 giugno 1949.
Nel 1952 venne emanata la legge nº1221 per il riordino dei servizi di trasporto e delle ferrovie e tranvie in concessione, che tracciava a grandi linee tutta una serie di norme volte a stabilire quali servizi riattivare su rotaia e quali invece sostituire con autoservizi, rimandando a provvedimenti legislativi appositi per le eventuali singole soppressioni. Per molte linee in difficoltà economica avvenne così la sostituzione con autoservizi, a volte totale e più spesso parziale. È di questo periodo la nascita dell'espressione rami secchi, volta ad indicare le ferrovie in grave dissesto economico. C'erano tuttavia alcune isole felici in attivo, come le Ferrovie Biellesi e la Circumvesuviana. In Sicilia l'immissione nel 1949 delle nuove automotrici RALn 60 aveva in alcuni casi raddoppiato già nel primo anno di esercizio il traffico viaggiatori, ma l'innovazione venne adottata solo in alcune linee della rete FS; dalla metà degli anni cinquanta iniziò così il taglio indiscriminato prima delle linee rimaste interamente a vapore e poi anche di quelle per Corleone, San Carlo e Salemi esercite con i mezzi leggeri.
Le dismissioni avvennero ad ondate; negli anni cinquanta un gran numero di linee, per intero o parzialmente, videro arrivare il provvedimento di chiusura all'esercizio. Iniziò la Società Veneta con la Schio-Rocchette: l'attività della ferrovia durò fino al 20 giugno 1949, quando fu soppressa e sostituita da autoservizio.  Tra le vittime dei provvedimenti vi furono anche linee paradossalmente in attivo, come la rete delle Ferrovie Elettriche Biellesi che venne interamente chiusa e smantellata tra il 1951 e il 1958. Il 1º luglio 1954 fu soppresso il servizio delle automotrici sulla Santa Ninfa-Salemi, pur in presenza di un buon traffico pendolari, e nel 1955 chiuse la ferrovia turistica del Vesuvio, sostituita da autobus.
Nel 1956 vennero chiuse numerose linee in tutta Italia: dismessa e sostituita da autoservizio la Castelraimondo-Camerino. Il 30 giugno partiva per Siracusa l'ultimo treno dalla stazione di San Paolo Solarino, chiudendo definitivamente il servizio ferroviario della Siracusa-Ragusa-Vizzini i cui tratti da Bivio Giarratana a Ragusa e a Vizzini erano chiusi all'esercizio già dal 1949. Il 1º luglio la Isili-Villacidro, insieme alla Villamar-Ales, entravano nella lista delle ferrovie dismesse della rete sarda. Sempre in Sardegna, soppressa dal 14 settembre la Gairo Taquisara-Jerzu, una diramazione della Mandas-Arbatax. Anche la Porto San Giorgio-Amandola ricostruita dopo le devastazioni belliche, il cui servizio era ripreso nel 1949, venne dismessa il 27 agosto. In Calabria, l'apertura della tratta Camigliatello-San Giovanni in Fiore riaccese le speranze di completamento della ferrovia transilana da Cosenza a Crotone; inspiegabilmente, però, la costruzione del successivo e ultimo tratto San Giovanni in Fiore-Petilia Policastro venne arrestata, vanificando il tutto e rendendo anche l'ultima realizzazione un ramo secco. Nello stesso 1956 venne ricostruita a scartamento normale la Ferrovia Sangritana, interrotta per gravi danni di guerra dal 1944.
Il 21 luglio 1958, i treni a vapore delle SFS percorsero per l'ultima volta i binari tra Monti e Luras, mentre il tronco da Tempio a Luras restò attivo per la linea verso Sassari e Palau. Nello stesso anno, la Società Veneta sospese a tempo indeterminato il servizio sulla ferrovia dell'altipiano, la Rocchette-Asiago.
Il 1º febbraio 1959 venne soppresso il servizio ferroviario nel tratto Salaparuta-San Carlo della Castelvetrano-San Carlo-Burgio, progettata per collegare i comuni della Valle del Belice. Lo stesso giorno avveniva la chiusura della linea Palermo-Corleone-San Carlo; l'entrata in servizio delle Automotrici RALn 60, nel 1950, aveva fatto registrare un consistente aumento del traffico viaggiatori, ma l'inopportuno arretramento, nel 1953, del capolinea dalla Stazione di Palermo Sant'Erasmo, nel centro cittadino, alla periferica Acqua dei Corsari aveva fatto calare drasticamente il traffico. Il servizio venne soppresso anche fra Dittaino e Leonforte il 16 aprile. Sulla Agrigento-Naro-Licata (il cui servizio era sospeso dal 28 settembre 1958), la chiusura e lo smantellamento della linea vennero decise il 26 agosto con Decreto del Presidente della Repubblica. L'atto fu oggetto di contenzioso per conflitto di competenza tra la Presidenza della Regione Siciliana e il Ministero dei trasporti, su cui dovette pronunciarsi la Corte costituzionale, mentre il 1º ottobre cessò il traffico anche sulla Lercara-Filaga-Magazzolo. Anche sul versante piemontese del Lago Maggiore, tra Intra-Premeno, il servizio ferroviario cessò nel 1959.
Il 28 maggio 1960 fu la volta del trenino della Val Gardena, l'ultima linea a scartamento bosniaco 760 mm in Italia, e il 15 ottobre la ferrovia Rimini-Novafeltria fu chiusa istituendo un servizio sostitutivo su strada a cura della stessa Gestione Commissariale delle Ferrovie Padane.
Nel 1961 fu ricostruita in sede propria, a scartamento metrico, la Trento-Malé.
Il 10 gennaio del 1963 scompariva il trenino della Val di Fiemme e il 13 maggio veniva chiusa anche la Stresa-Mottarone, nonostante la sua forte valenza turistica. Dal 20 giugno anche il trenino di Penne fu sostituito con un servizio di autolinee. Nello stesso anno la ferrovia Alifana fu riaperta dopo la conversione allo scartamento ordinario della tratta S. Maria Capua Vetere-Piedimonte Matese (cosiddetta "Alifana Alta"), il che comportò la definitiva separazione della linea in "Alta" e "Bassa".

Il 17 maggio 1964 fu chiusa la Ferrovia delle Dolomiti. Il 1º ottobre 1965 anche la ferrovia Alto Pistoiese tra Pracchia e Mammiano fu soppressa e il materiale rotabile demolito. Nel 1966 venne decretata la definitiva chiusura della Vibo-Mileto (che dal 1951 era mutilata del tratto iniziale a causa del crollo di un ponte mai più ricostruito) e la chiusura per frana della Atena-Marsico Nuovo, ambedue gestite dalle Ferrovie Calabro Lucane.

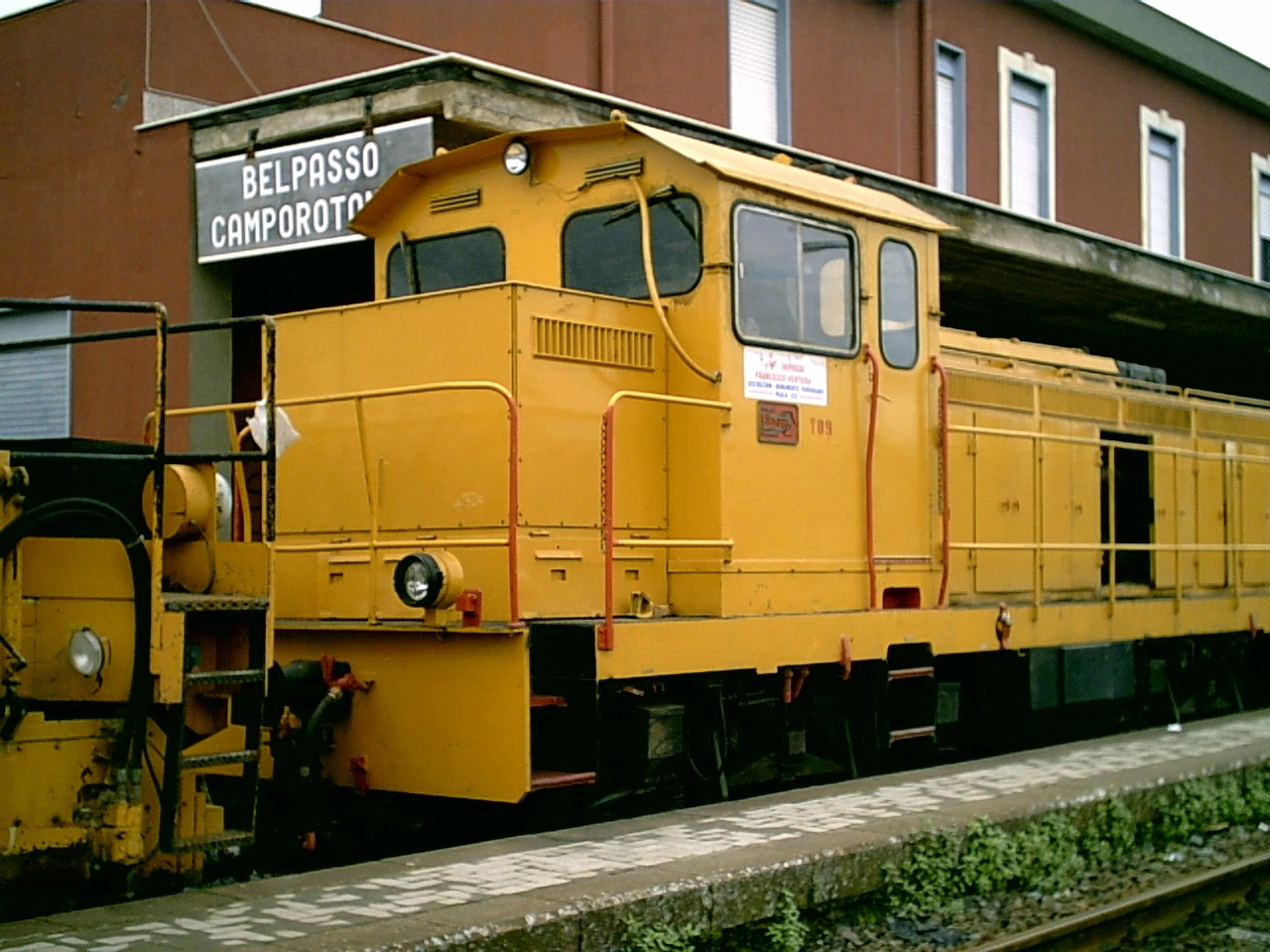
La Locomotiva RD.142 consegnata qualche anno prima della chiusura della linea Castelvetrano-Porto Empedocle

Il 15 gennaio 1968, giorno del disastroso terremoto del Belice, nella linea Castelvetrano-San Carlo-Burgio (il cui tratto Salaparuta-San Carlo era soppresso dal 1959) il servizio fu sospeso; sulla linea che pur presentava ancora un discreto traffico viaggiatori non vennero fatte né ricostruzioni né semplici riparazioni; venne chiusa definitivamente all'esercizio il 15 gennaio 1972. Il 31 luglio del 1968 fu la volta della Spoleto-Norcia e il 1º settembre della Gioiosa-Mammola.
Il 1969 fu un altro anno cruciale per le chiusure: il 18 gennaio la tratta da Iglesias a Monteponi venne chiusa per via del parziale crollo di una galleria nei pressi di Cabitza. Il 25 giugno venne chiusa la tratta da Piazza Armerina a Caltagirone, interrotta dal 1955 per una frana che aveva danneggiato un ponte, mai riparato, che obbligava al trasbordo dei viaggiatori con evidenti forti disagi. Nel 1969 chiudevano anche il tratto terminale Pignola-Laurenzana della Ferrovia Potenza-Pignola-Laurenzana e la Soverato-Chiaravalle Centrale. La Tirso-Chilivani delle Ferrovie Complementari della Sardegna chiuse i battenti il 31 dicembre del 1969.
L'11 luglio 1971 fu la volta della Dittaino - Piazza Armerina, tra le molte proteste delle popolazioni interessate.
Nel 1972 la Bari-Matera-Montalbano venne decurtata del tratto meridionale tra Matera-Ferrandina e Montalbano Jonico, dismesso e trasformato in autoservizio sostitutivo; fu chiusa anche la Crotone - Petilia Policastro delle FCL.
Il 1º settembre 1974 fu la volta della Iglesias-San Giovanni Suergiu e della linea principale Siliqua-San Giovanni Suergiu-Calasetta delle Ferrovie Meridionali Sarde, che così cessavano definitivamente l'esercizio ferroviario.
Nel 1976 fu chiusa la tratta Napoli-S.Maria Capua Vetere della ferrovia Alifana (cosiddetta "Alifana Bassa").
Nel 1978 scomparve la ferrovia del Pollino, Lagonegro-Castrovillari-Spezzano, già decurtata di alcuni tratti importanti a causa del crollo di ponti negli anni precedenti.
Il 31 dicembre 1985, dopo varie decurtazioni di percorso dagli anni settanta in poi, chiuse definitivamente la Castelvetrano-Agrigento, ultima linea della Rete FS a scartamento ridotto della Sicilia.
Dopo il 1986, infine, chiuse la tratta extraurbana della ferrovia Roma-Fiuggi-Alatri-Frosinone.

### Il XXI secolo: la situazione attuale
Con il Decreto legislativo n. 422 del 19 novembre 1997 le funzioni e i compiti in materia di trasporto pubblico locale furono trasferiti dallo Stato alle regioni; per quanto riguarda le ferrovie italiane a scartamento ridotto, ciò segnò l'avvio del processo di mantenimento, trasformazione o definitiva soppressione delle linee superstiti.
Le linee ferroviarie a scartamento ridotto tuttora attive sono due ferrovie internazionali tra Italia e Svizzera (la Domodossola-Locarno e la ferrovia del Bernina), la Trento-Malé-Mezzana e la Genova-Casella. Delle Ferrovie Calabro Lucane (nel 1989 scisse in Ferrovie Appulo Lucane e Ferrovie della Calabria) rimangono in attività la Bari-Altamura-Matera, la Altamura-Avigliano-Potenza e la Cosenza-Catanzaro Lido, anche se nel 2011 la Cosenza-Camigliatello-San Giovanni in Fiore fu limitata a Pedace (ma su di essa è stato attivato un servizio turistico denominato Trenino della Sila), mentre la Gioia Tauro-Cinquefrondi e la Gioia Tauro-Palmi-Sinopoli furono interamente sospese. Viceversa, sono rimaste in funzione sia la Circumetnea in Sicilia sia gran parte della rete della Ferrovie della Sardegna, dal 2010 affidata all'ARST, che prevede anche un servizio turistico (denominato Trenino Verde).

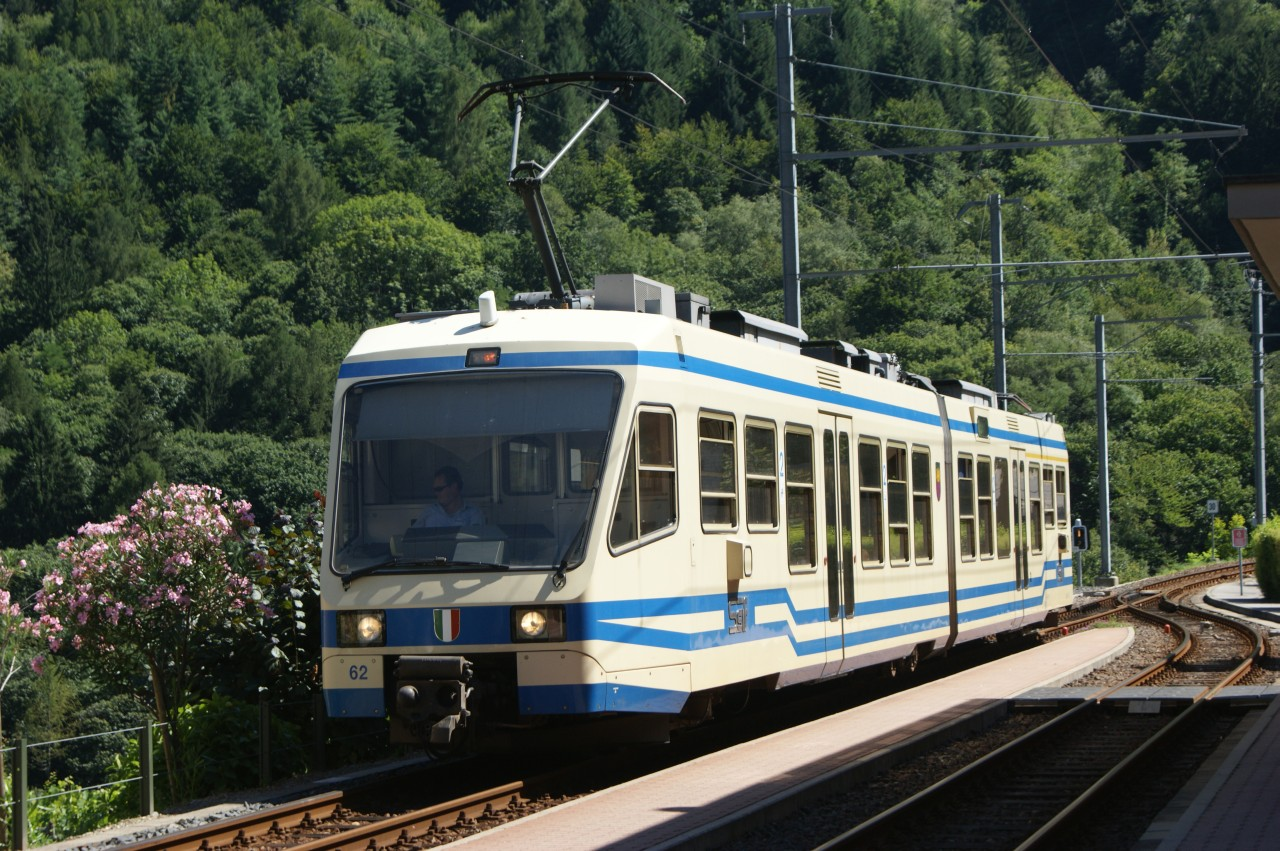
Elettrotreno FART/SSIF ABe 4/6 della ferrovia Domodossola-Locarno
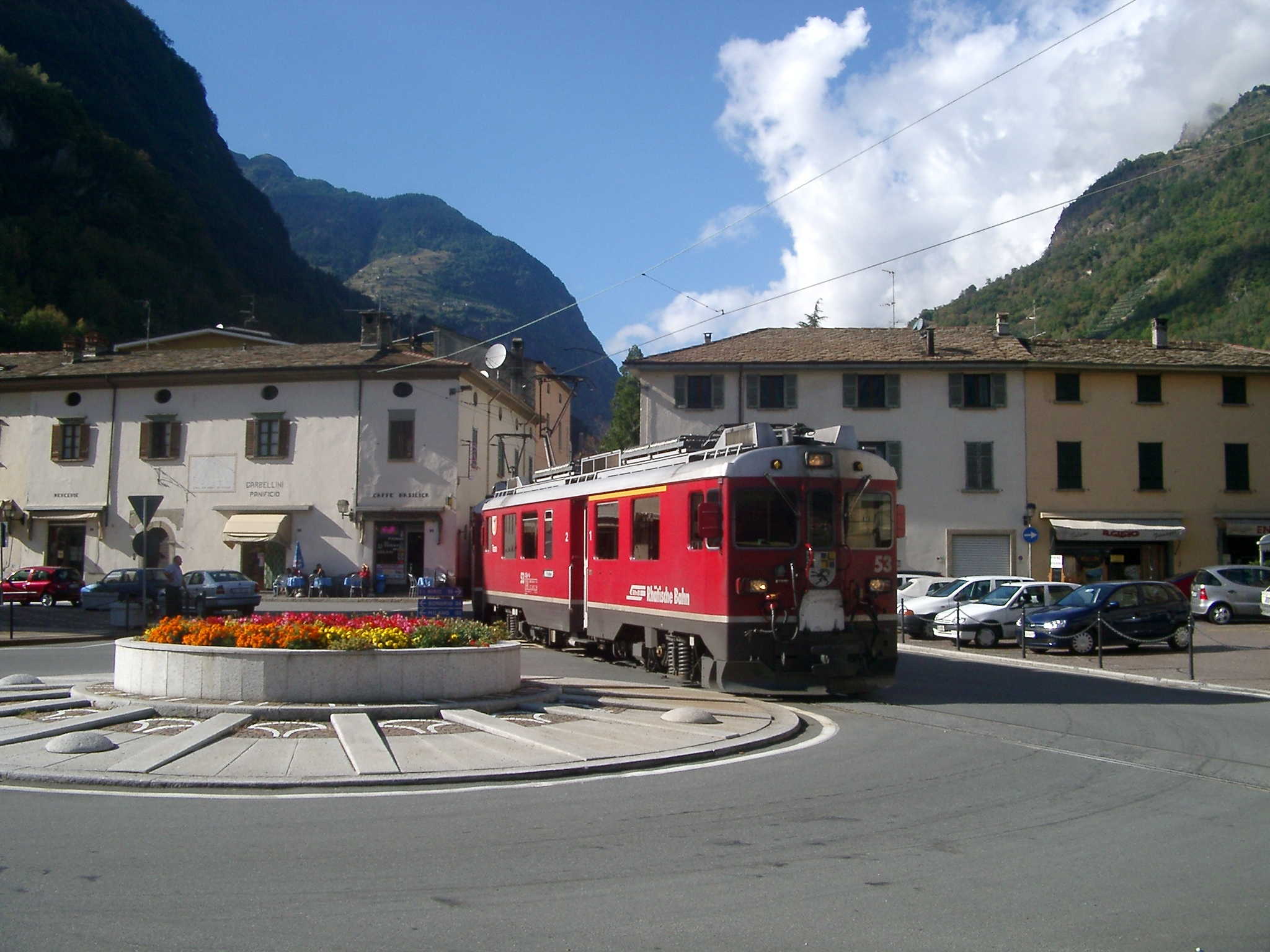
Automotrice RhB ABe 4/4 III della ferrovia del Bernina a Tirano
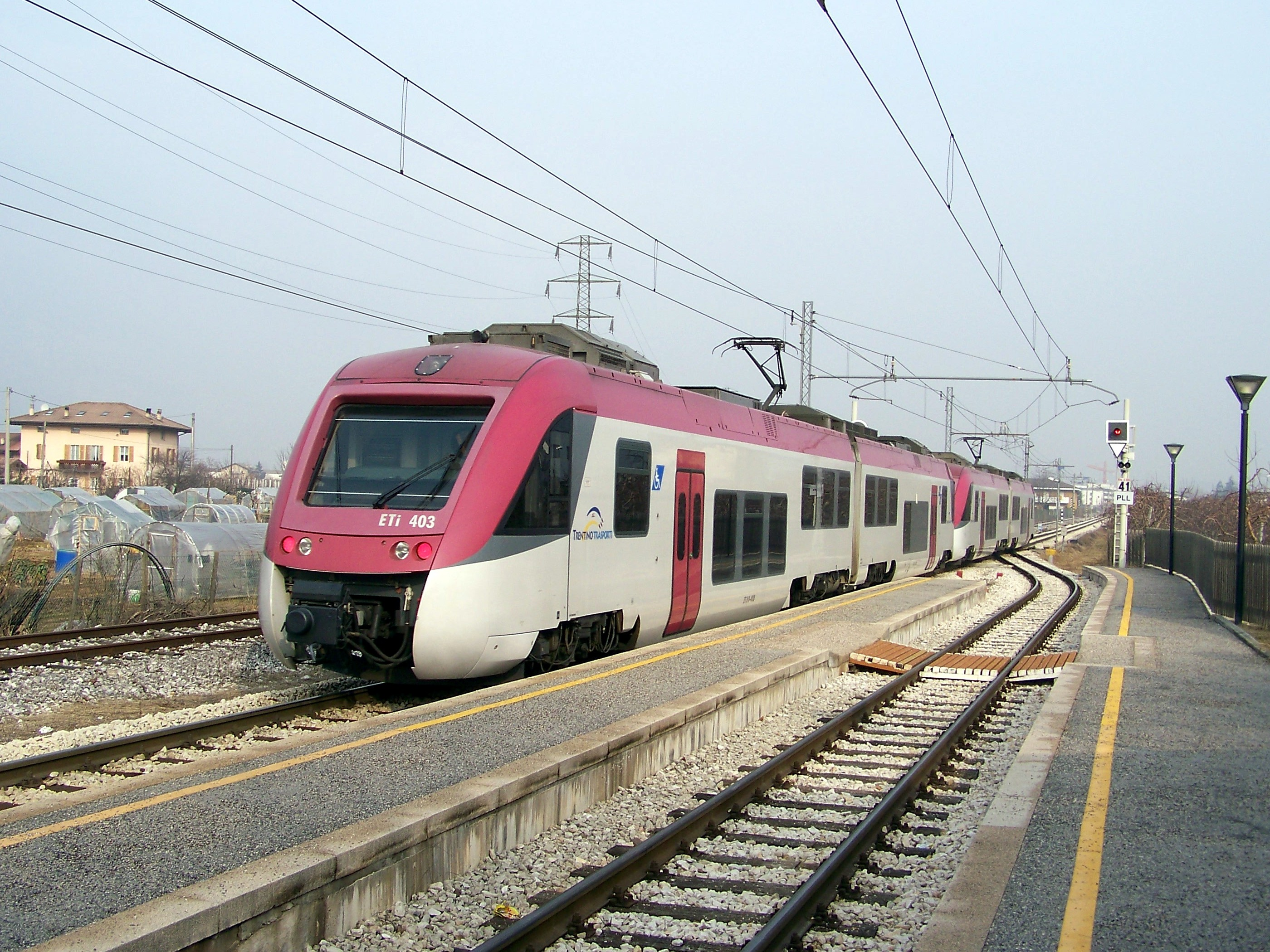
Elettrotreno TT ETi 400 della ferrovia Trento-Malé-Mezzana
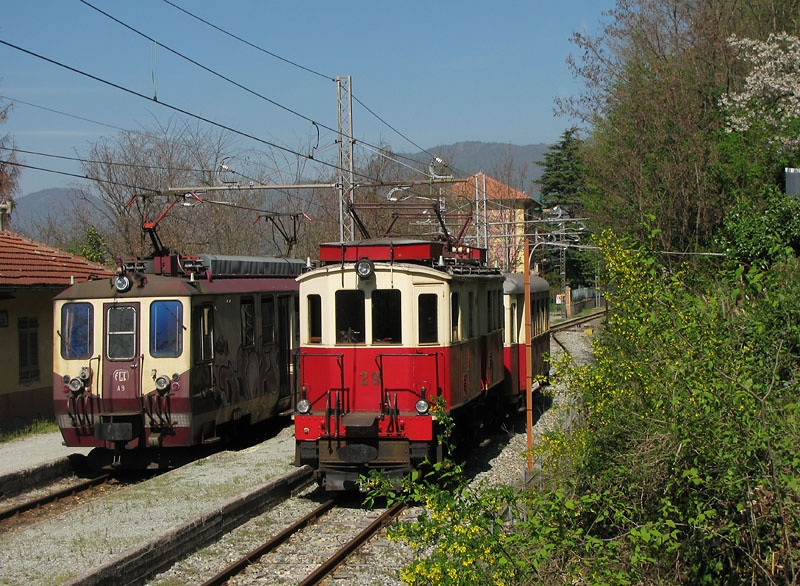
Elettromotrici A9 e 29 della ferrovia Genova-Casella
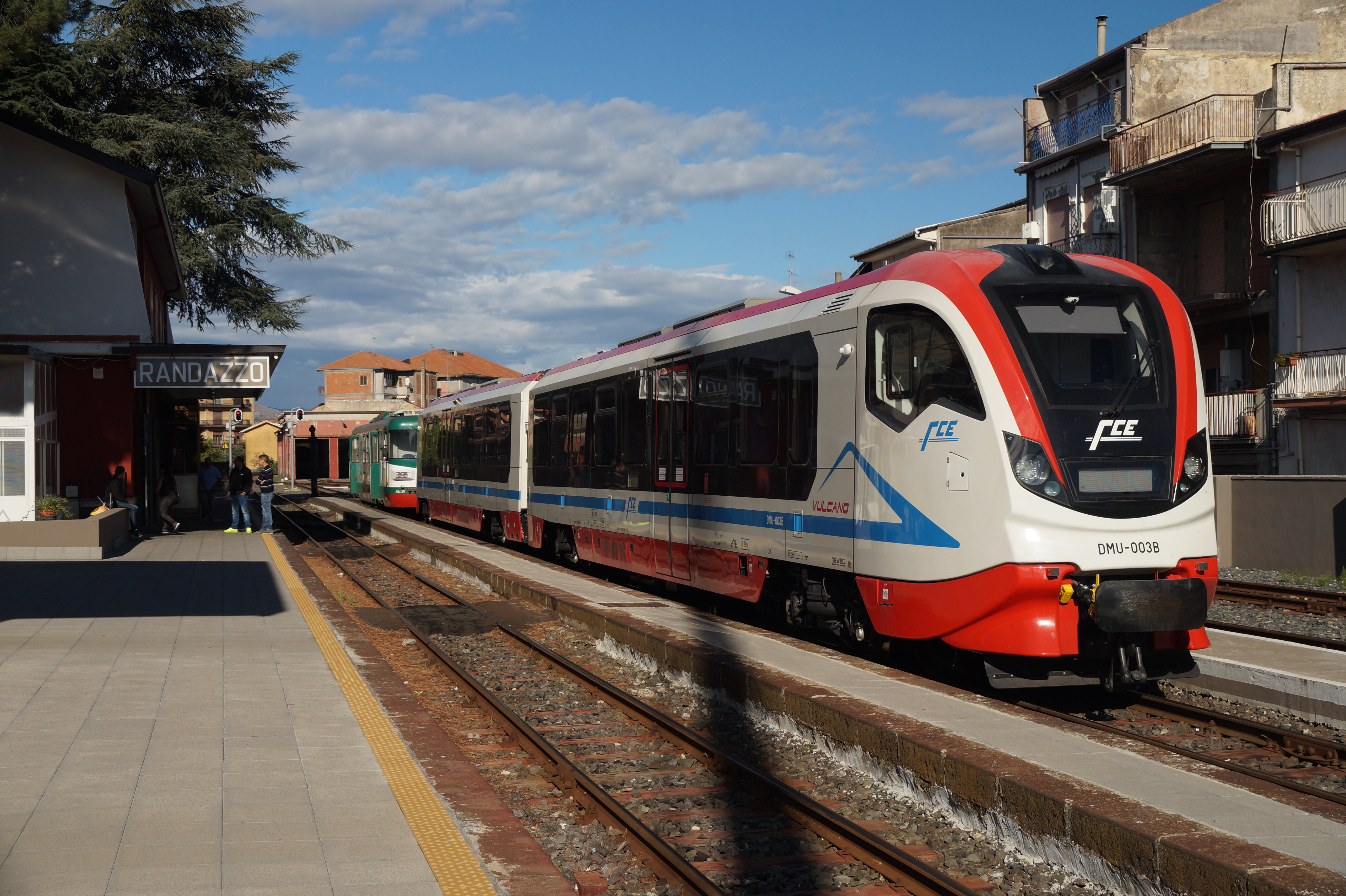
Autotreno FCE DMU 001-004 della Circumetnea
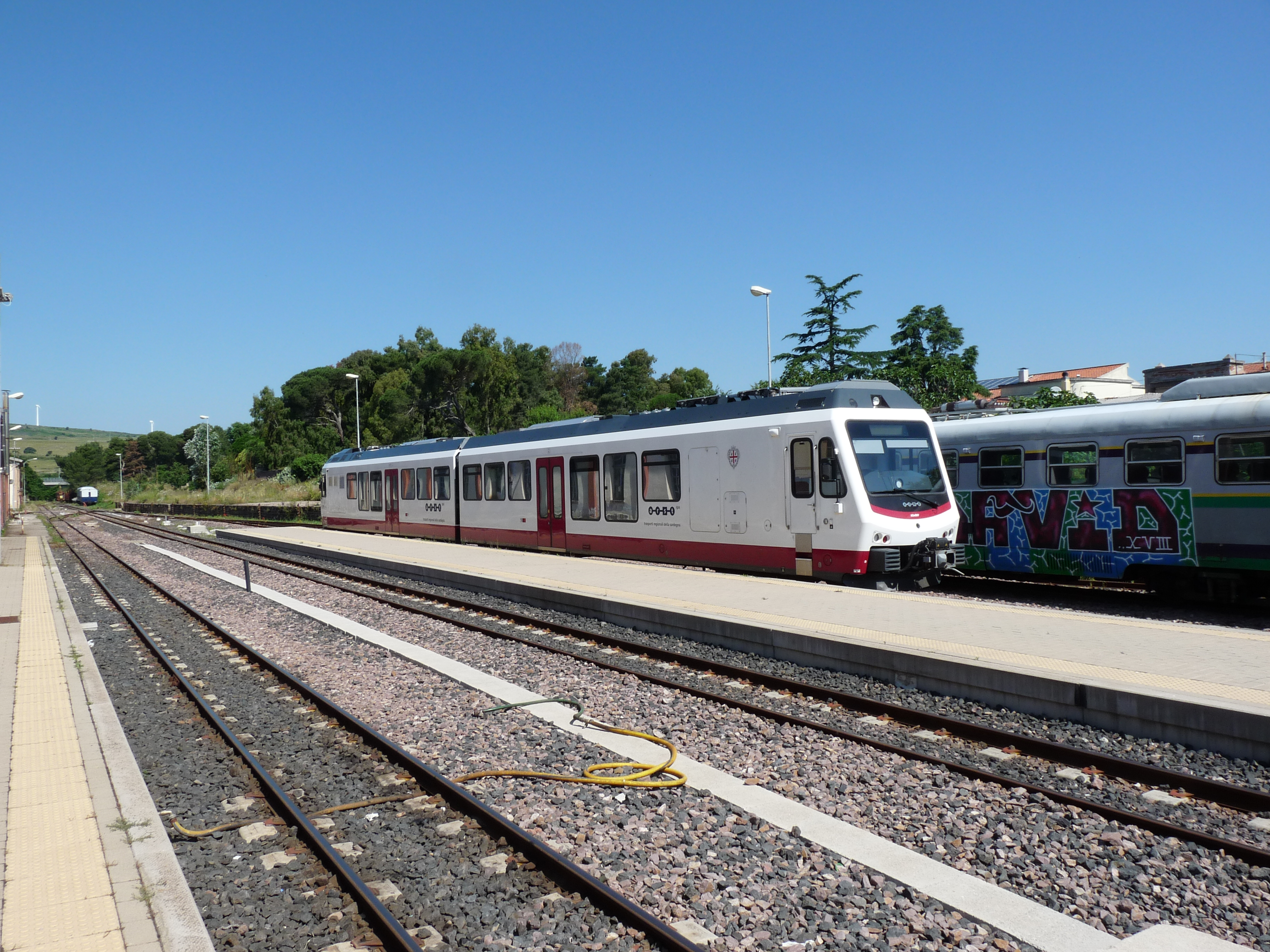
Automotrice ARST AdeS dell'ARST

D'altra parte, le tratte urbane di alcune linee a scartamento ridotto sono state variamente adattate per espletarvi diverse tipologie di trasporto pubblico locale:
- servizio ferroviario suburbano (rete della ferrovia Circumvesuviana a Napoli e dintorni, servizio ferroviario metropolitano di Potenza sulla ferrovia Altamura-Avigliano-Potenza, servizio ferroviario metropolitano di Catanzaro sulla ferrovia Cosenza-Catanzaro Lido);

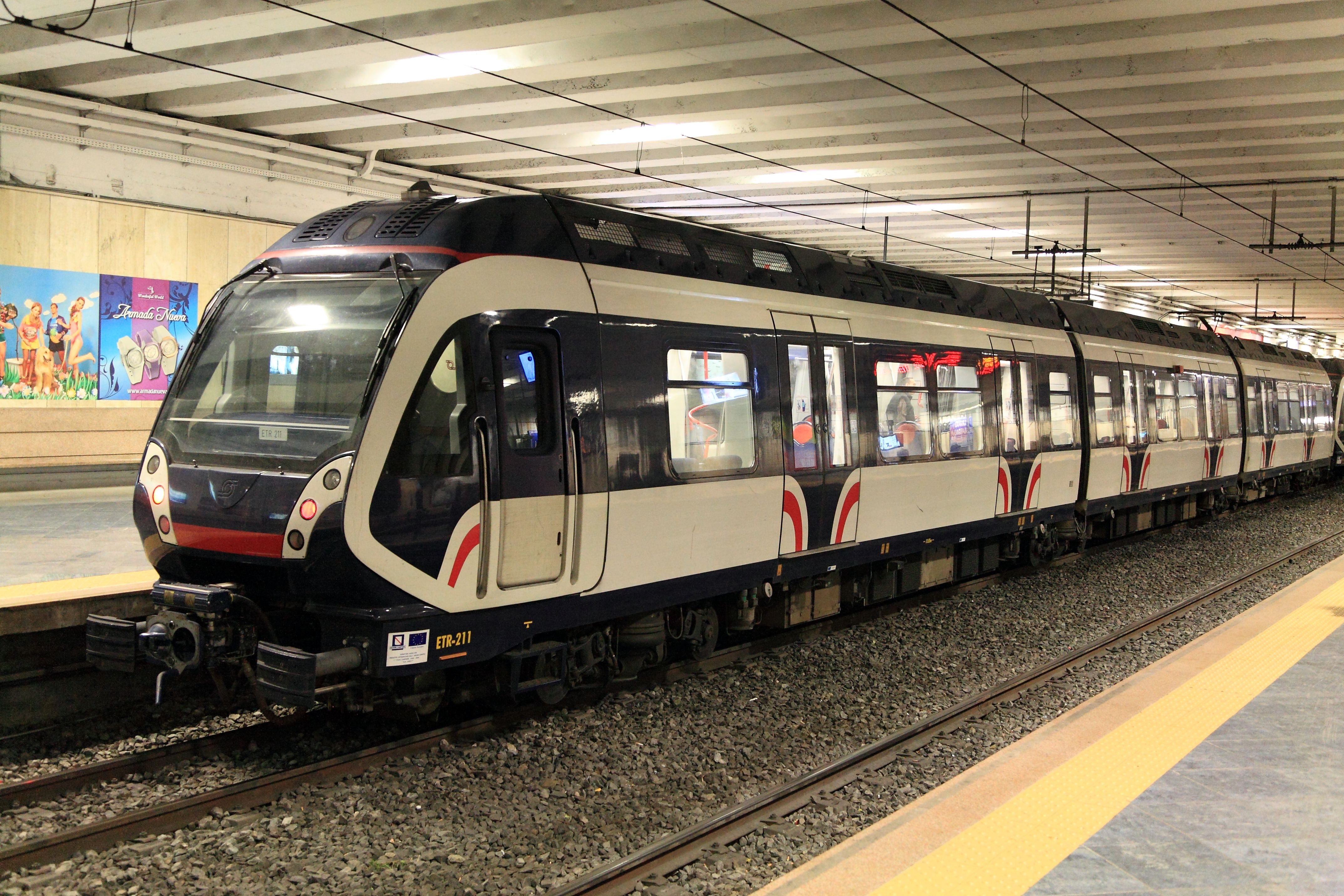
Metrostar della ferrovia Circumvesuviana
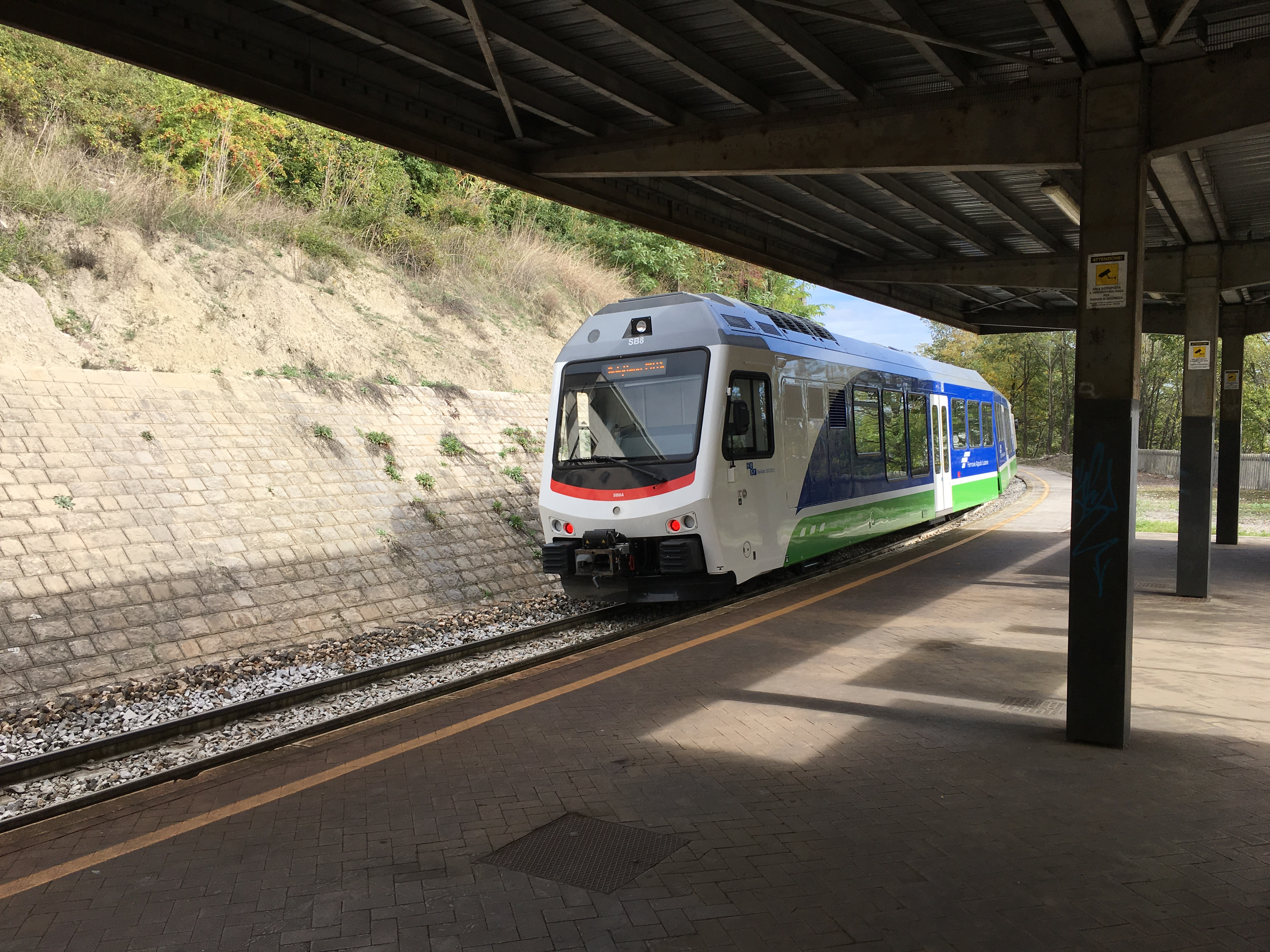
FAL-SB8 del servizio ferroviario metropolitano di Potenza
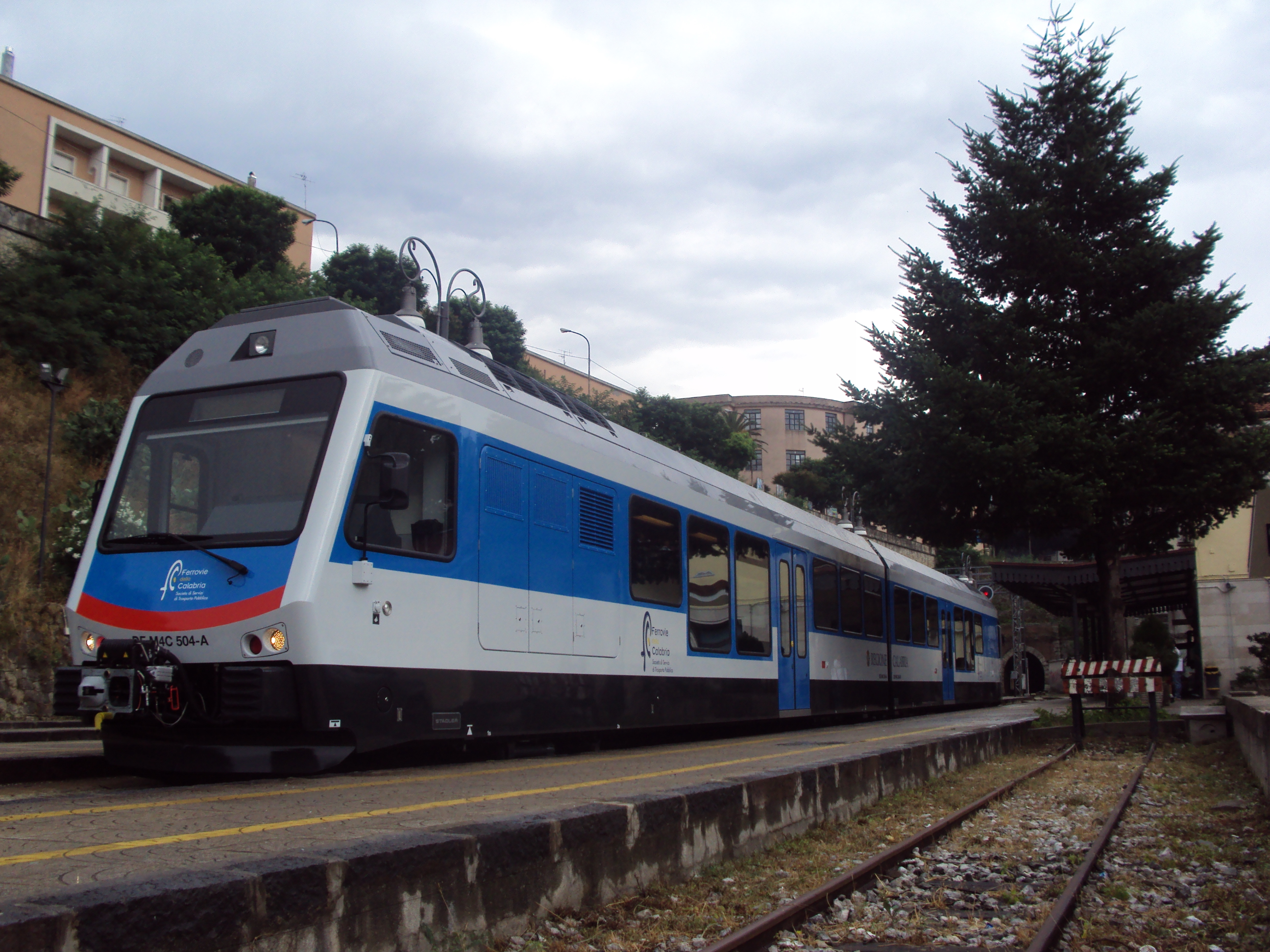
Automotrice DE M4c.500 del servizio ferroviario metropolitano di Catanzaro

- metropolitana classica o pesante, previa conversione allo scartamento ordinario (ferrovia Roma-Fiuggi-Alatri-Frosinone trasformata in linea C della metropolitana di Roma tra Pantano e Giardinetti, parte dell'"Alifana Bassa" ricostruita come linea Napoli-Giugliano-Aversa, Circumetnea sostituita dalla metropolitana di Catania nel tratto tra Paternò e Catania Borgo);

- tranvia o altri sistemi con caratteristiche di servizio affini (ferrovia Principe-Granarolo a Genova, ferrovia del Renon nell'omonimo comune in provincia di Bolzano, tranvia di Opicina a Trieste, ferrovia Roma-Giardinetti a Roma, tranvia di Cagliari ricavata dal primo tratto della ferrovia Cagliari-Isili e tranvia di Sassari in sede promiscua al primo tratto della ferrovia Sassari-Sorso).

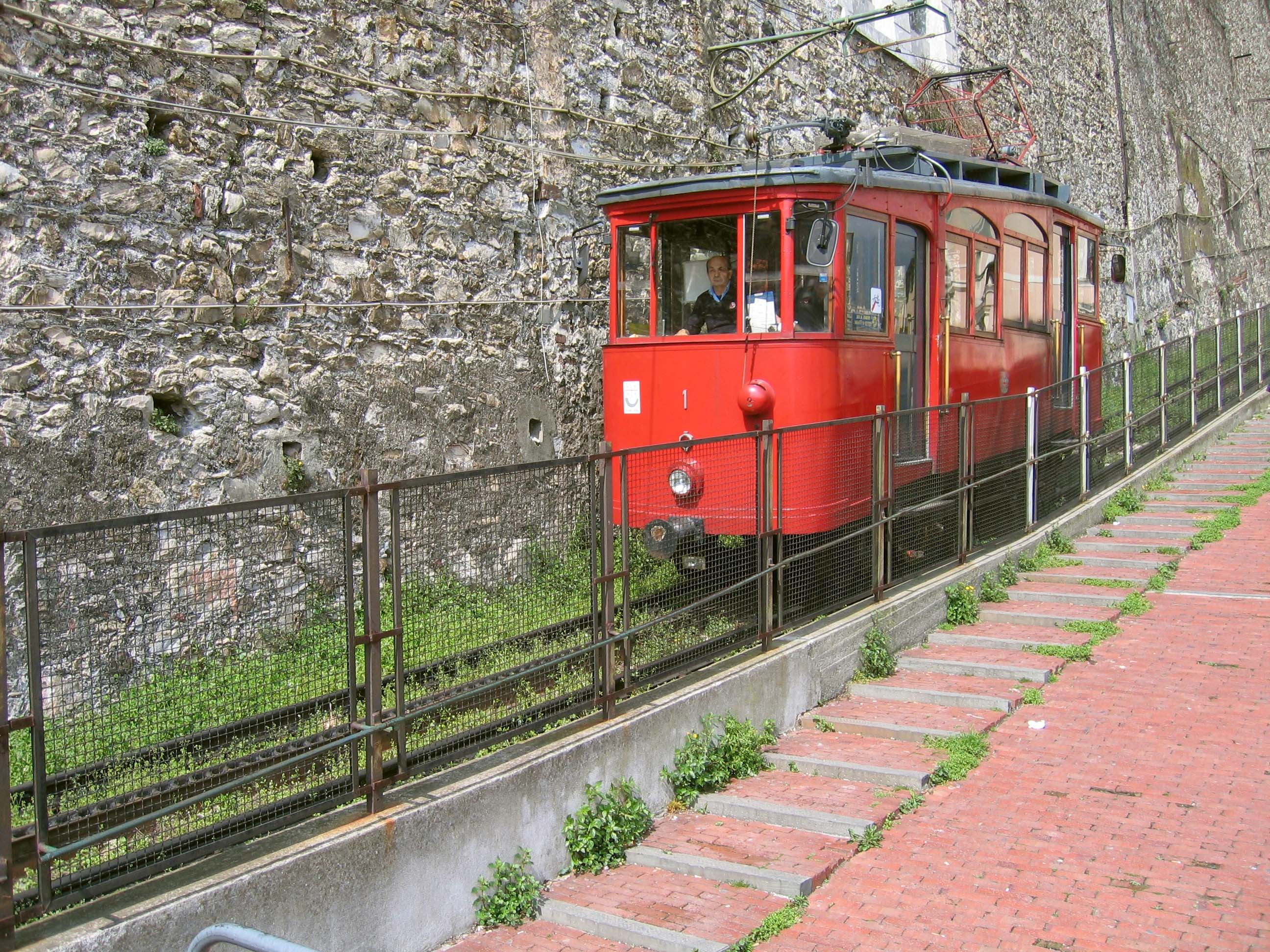
Vettura della ferrovia Principe-Granarolo
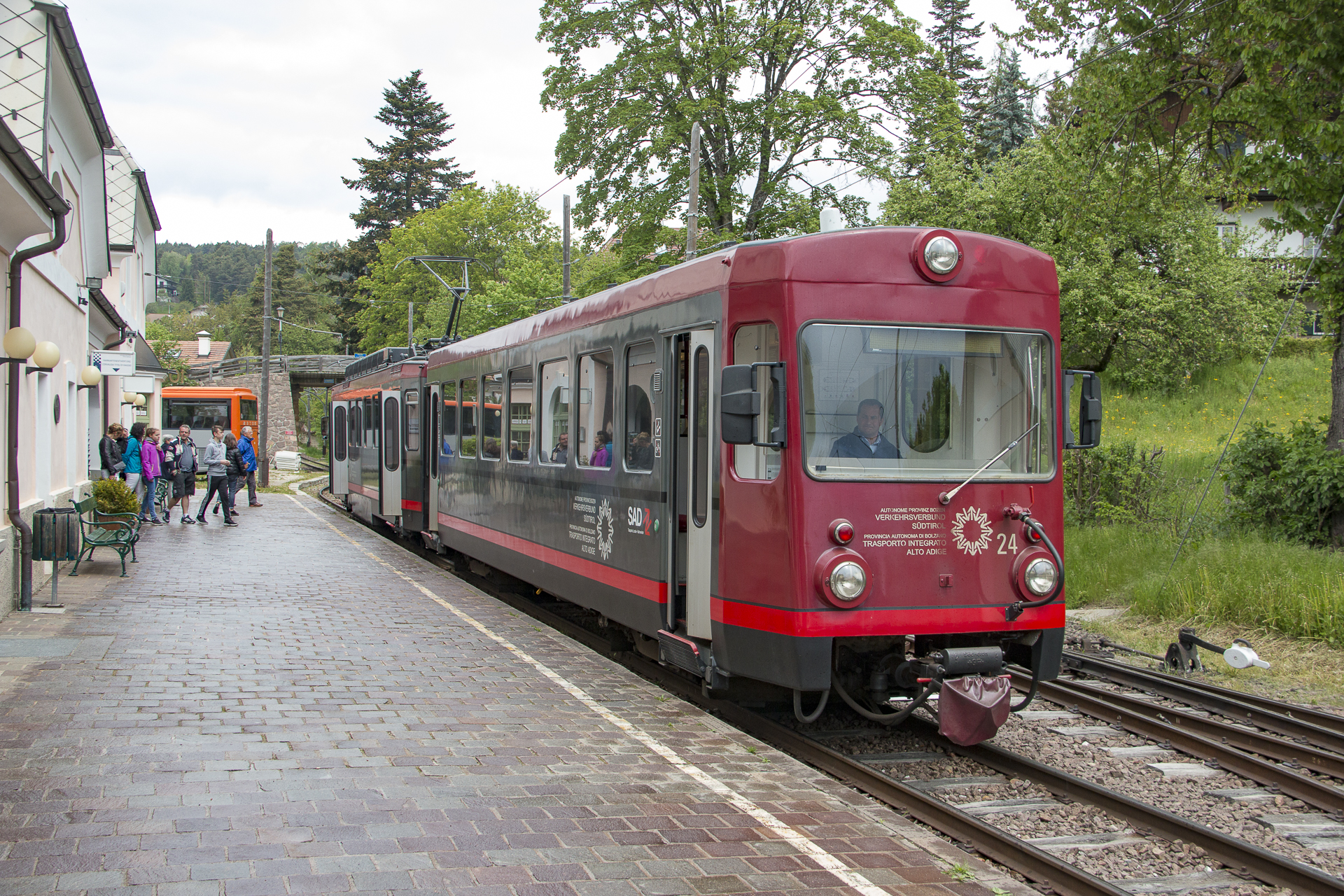
Convoglio bloccato 24 della ferrovia del Renon
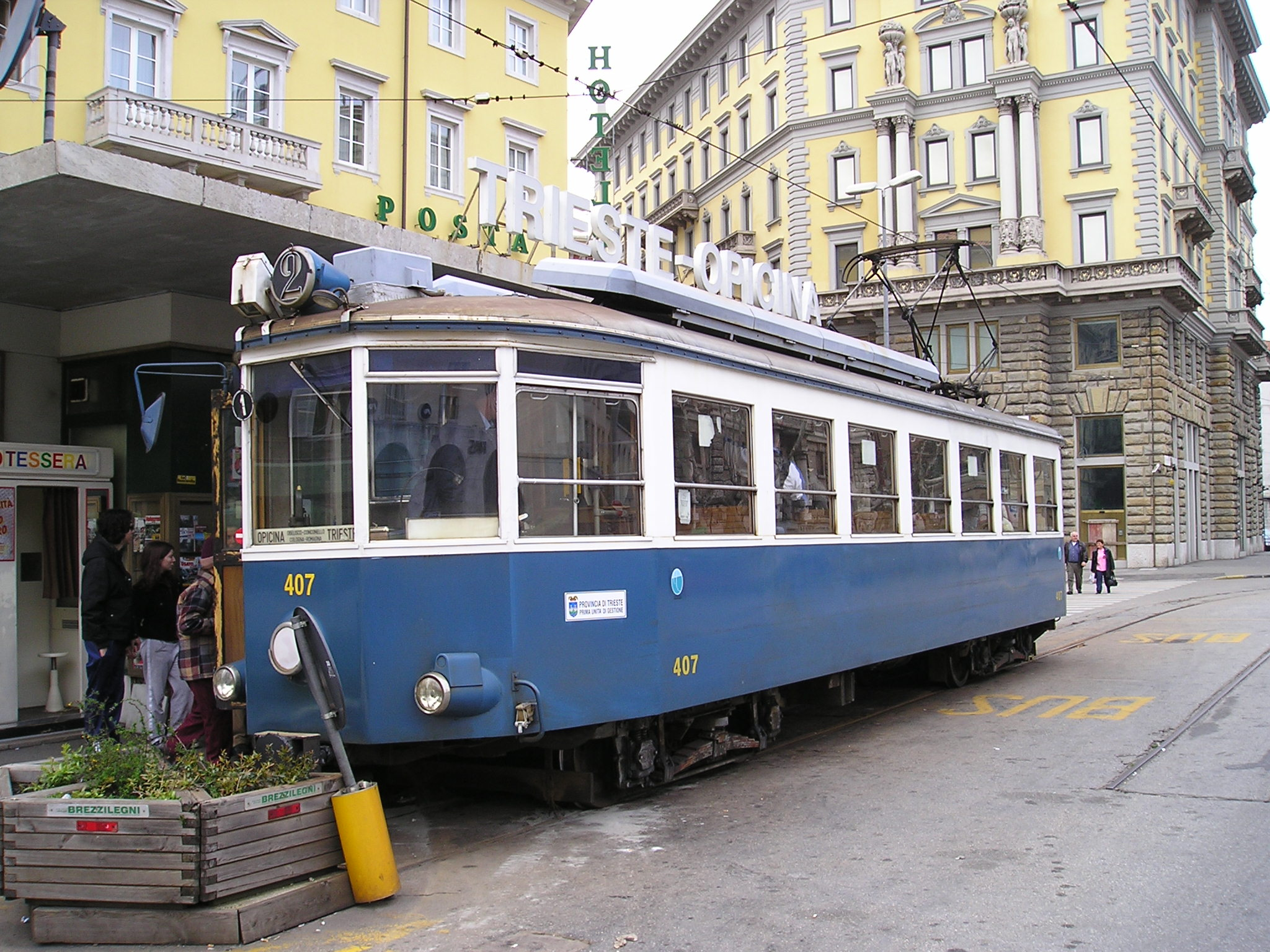
Vettura 407 della tranvia di Opicina
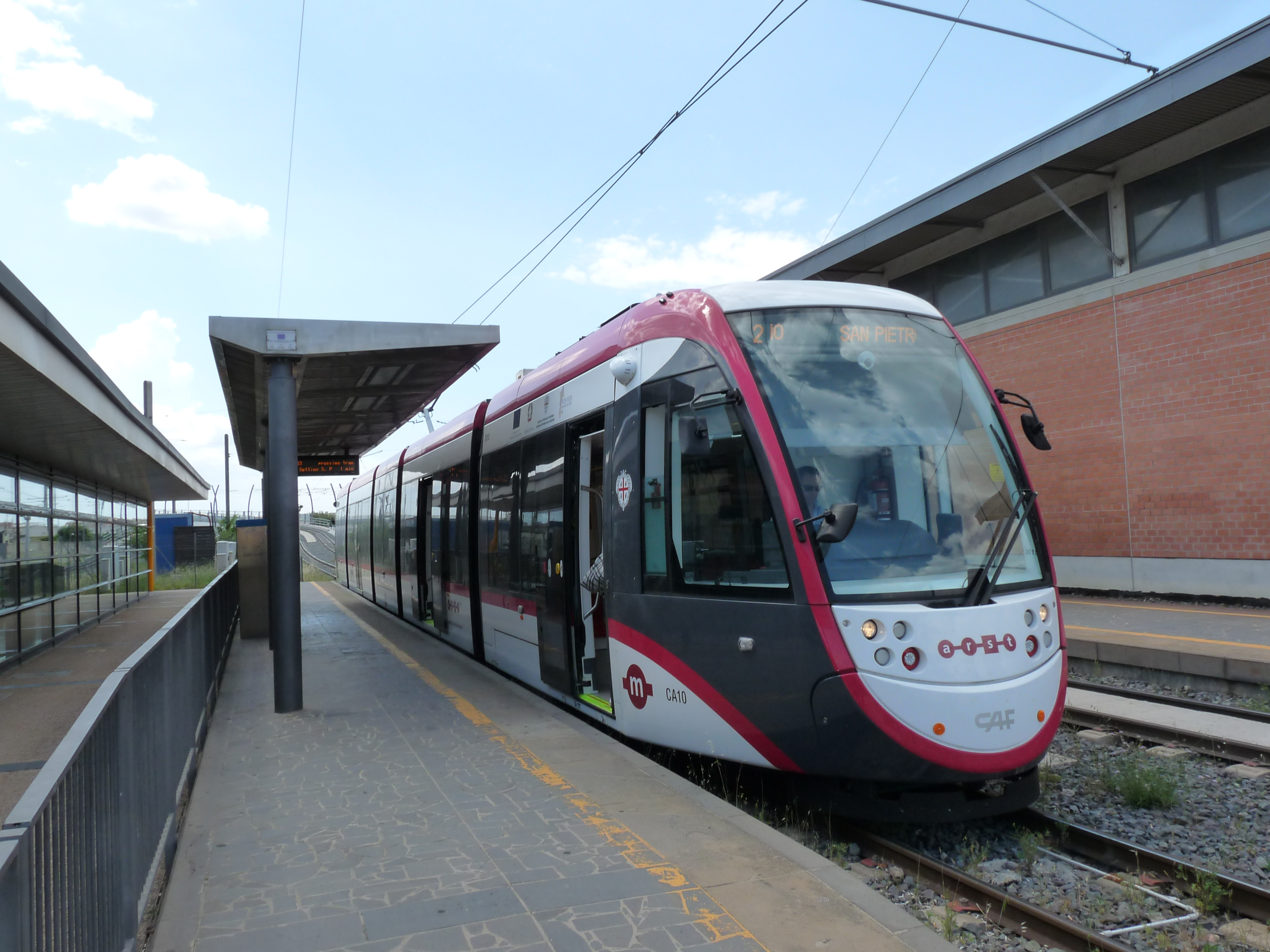
CAF Urbos della tranvia di Cagliari
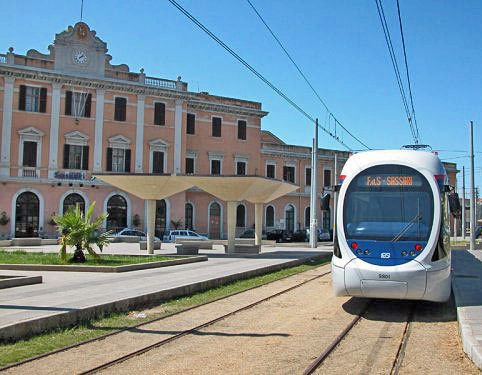
AnsaldoBreda Sirio della tranvia di Sassari

## Scartamenti ridotti utilizzati
- 750 mm: ferrovie ex-militari italiane riconvertite ad uso pubblico
- 760 mm, bosniaco: linee ex austro-ungariche
- 850 mm: alcune ferrovie minori
- 950 mm: la maggior parte delle ferrovie e reti italiane
- 1000 mm: principalmente nel Nord Italia
- 1200 mm: ferrovia Principe-Granarolo

Alcune ferrovie ad uso ibrido minerario, industriale, forestale e locale per lavoratori addetti infine hanno scartamento anche di 500 mm e 600 mm.